# Кутна Гора
Ку́тна Го́ра (чеськ. Kutná Hora) — місто в Чехії, регіон Богемія, Середньочеський край , Кутногірський округ. Адміністративний центр округу. Розташоване за 60 км на схід від Праги, на Кутногірському плато, на висоті 254 м над рівнем моря. Виникло у XII ст. як поселення Седлецького цистеріанського монастиря. У XIII ст. було одним із найкрупніших європейських центрів видобутку срібла. Друге важливе місто Богемського королівства впродовж XIII — XVI ст.  Основа економіки — склодувний завод, пивне виробництво, тютюнова фабрика Філіп Морріс. Стара частина міста є Світовою спадщиною ЮНЕСКО (з 1995). Головна окраса — католицький Собор святої Варвари (1388). Населення — 20,3 тисяч жителів (2016).

## Назва
- Кутна́ Го́ра (чеськ. Kutná Hora, МФА: [ˈkutnaː ˈɦora]) — сучасна чеська назва.
- Ку́ттенберг (нім. Kuttenberg) — традиційна німецька назва. За легендою походить від халату (Kutte), яким цистеріанець позначив на цій горі (berg) першу знахідку срібла. Згідно з більш правдоподібною версією, назва походить від верхньонімецького kutta (яма) і вказує на видобуток корисних копалин у цьому регіоні.
- Кутні́ Го́ри (чеськ. Hory Kutné) — середньовічна чеська назва. Ймовірно, походить від видобування (кутання) срібла у цій місцевості. Наприкінці XIII ст. близько третини європейського срібла походила звідси.

## Історія

### Заснування

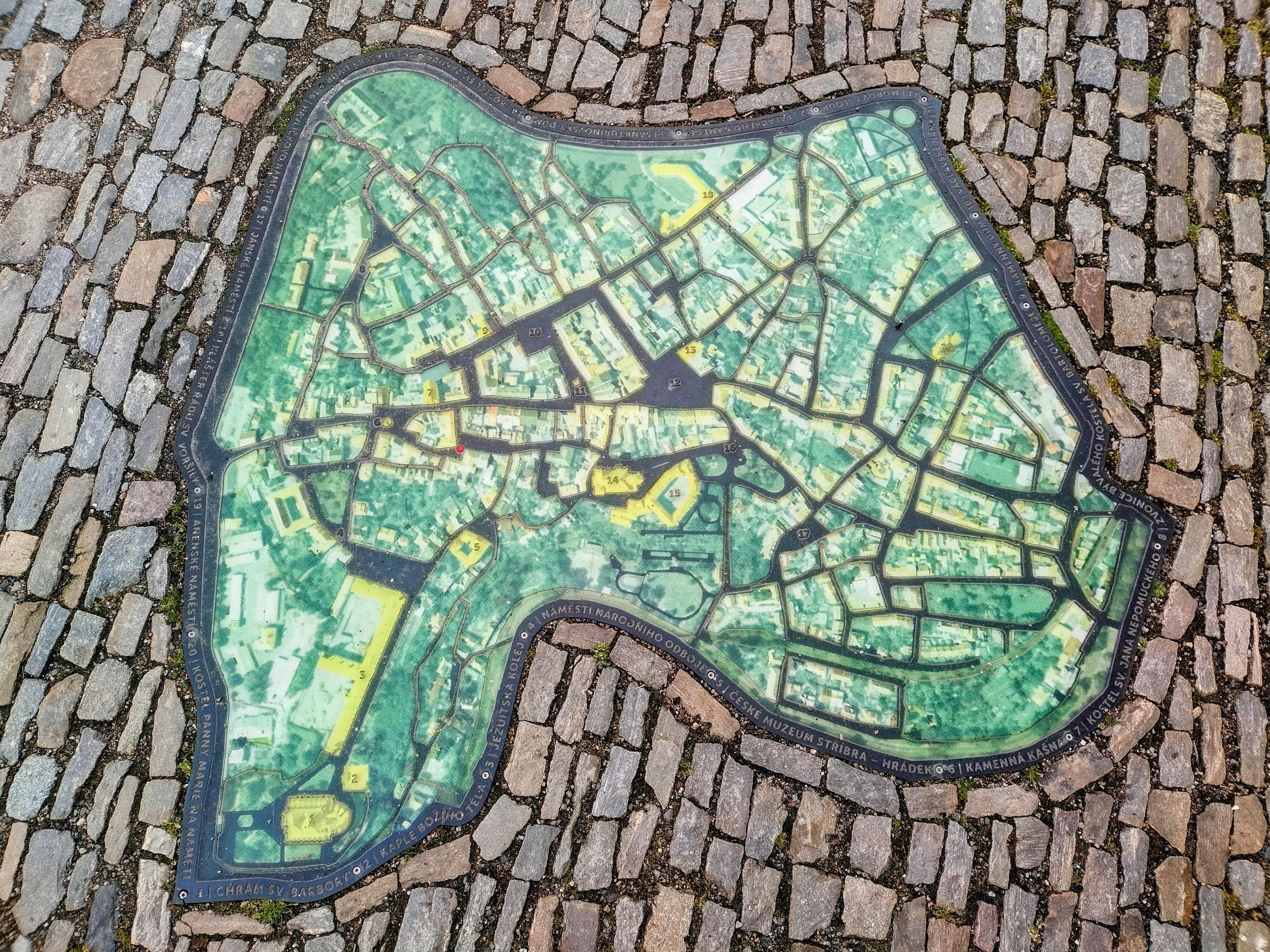
Карта міста на тротуарі

Першим поселенням на цьому місці був цистерціанський монастир заснований у 1132 році. Протягом тривалого часу саме монастирським землям належав видобуток срібла. Ситуація змінилася за правління Венцеслава II який секуляризував копальні.
Статус міста надано в першій половині XIII століття. Центр середньовічної сріблодобувної індустрії (у XIII столітті рудники міста давали третину загальноєвропейського видобутку срібла), завдяки чому місто було другим за багатством у Чеському королівстві.
Саме рудники й стали причиною утворення перших селищ гірників, одне з яких одержало назву «Cuthna Antiqua», що означає «стара чернеча ряса». Один із ченців, Антоній, за переказом, заснув на сусідньому пагорбі, а уві сні побачив срібні зливки у вигляді трьох срібних гілок. Прокинувшись, він дійсно виявив їх у зазначеному в сні місці й накрив це місце своєю рясою. Кутна Гора стала місцем першої в Європі «срібної лихоманки». Навколо шахт з'явилося хаотичне накопичення халуп, шинків, лазень, крамниць тощо. Потім розрізнені селища об'єдналися, і Кутна Гора здобула привілей королівського міста.

### Середньовіччя і ранній модерн
У XIII — XVI ст. Куттеберг був другим великим політичним і культурно-економічним центром Богемського королівства після Праги.
1300 року король Венцеслав II видав гірничий кодекс Ius regale montanorum (так звані Constitutiones Iuris Metallici Wenceslai II), який регулював управління місцевими срібними рудниками. На базі куттеберзького срібла карбувалися празькі гроші між 1300—1547 рокам.
1388 року в Куттенберзі почалося будівництво Церкви святої Варвари, яке тривало з перервами аж до 1905 року.
У грудні 1402 року Куттенберг обложив угорський король Сигізмунд, який перед тим ув'язнив свого брата, богемського короля Венцеслава IV. Після кількох сутичок і штурмів, містяни здалися нападникам під Коліном. Попри те, що Сигізмунд захопив місто, його гетьман Маркварт Улицький (Маркварт фон Ауліц) загинув під час облоги 27 грудня від стріли.
Напередодні гуситських воєн, які спалахнули 1419 року, Куттенберг був однією з улюблених резиденції королів Богемії. 18 січня 1409 року Венцеслав IV видав тут Кутногірський декрет, яким надавав привілеї чехам у Празькому університеті.
1420 року Сигінзмунд, який після смерті Венцеслава став новим богемським королем та імператором Священної Римської імперії, зробив Куттенберг базою у боротьбі проти гуситів-таборитів. 21 грудня 1421 року відбулася битва при Куттенберзі, в якій імперські сили зазнали поразки. Командир таборитів Ян Жижка здобув місто, але після встановлення тимчасового перемирʼя між противниками під владою гуситіа воно пробуло недовго. 1422 року Сигізмунд повернув Куттенберг, але спалив його, аби він вдруге не став оплотом для таборитів. Незважаючи на це, Жижка знову захопив місто, яке невдовзі відновилося.
Через виснаження покладів срібла до середини XVI ст. місто занепало.
1626 року куттенберзьку Церкву святої Варвари передали єзуїтам, які відкрили у місті Куттенберзький колегіум і продовжили розбудову храму, закинутого з 1588 року.

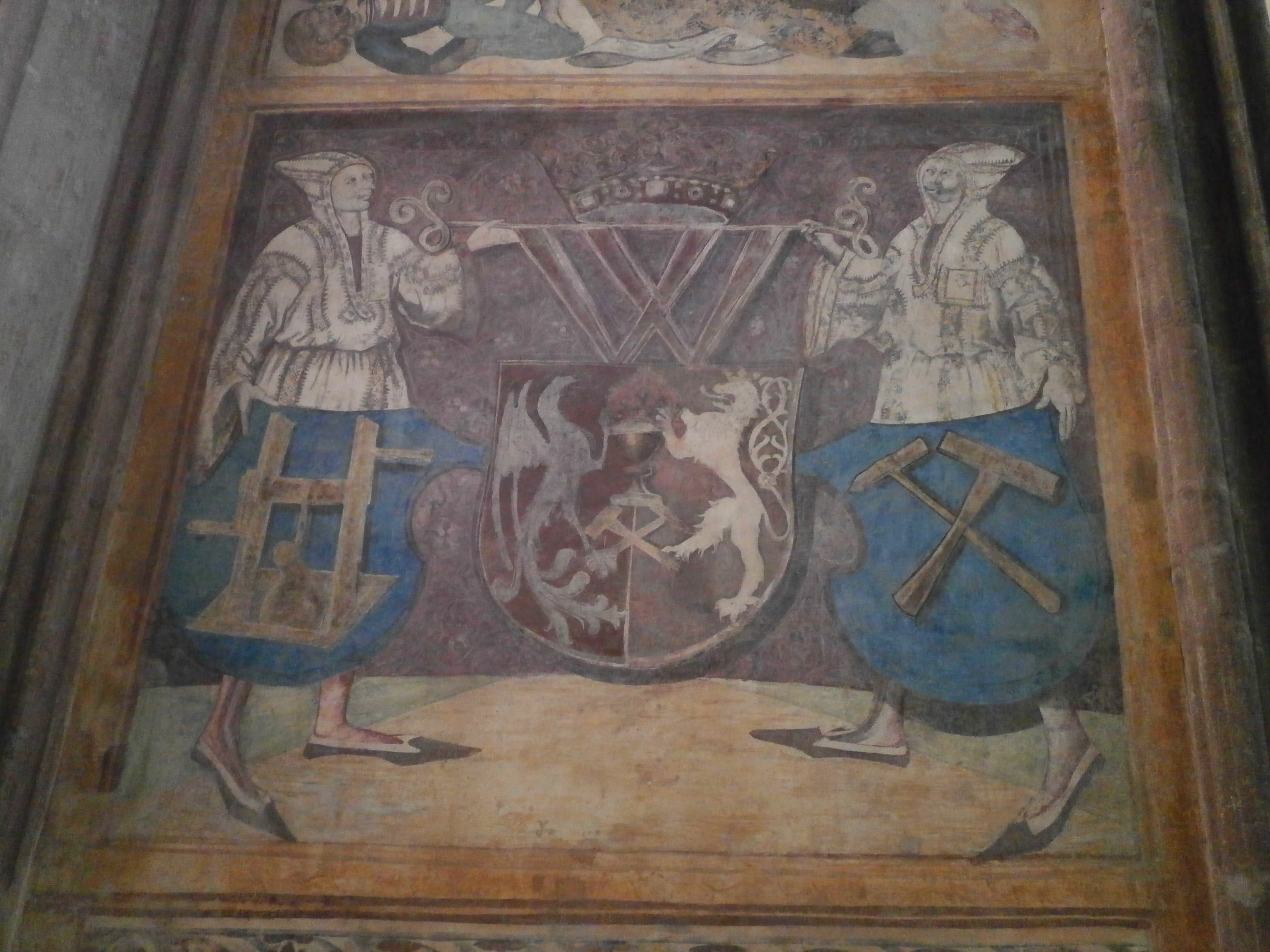
Герб міста XV ст.
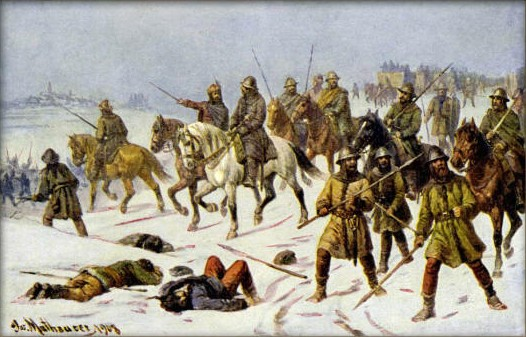
Куттенберзька битва 1421
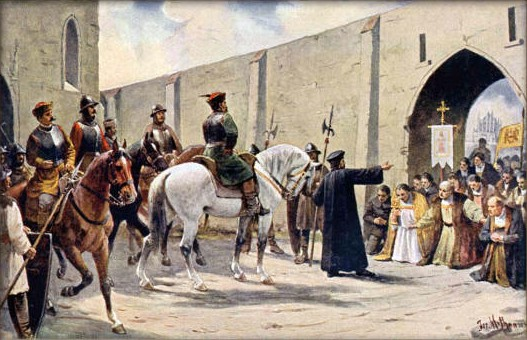
Захоплення Куттенберга 1421
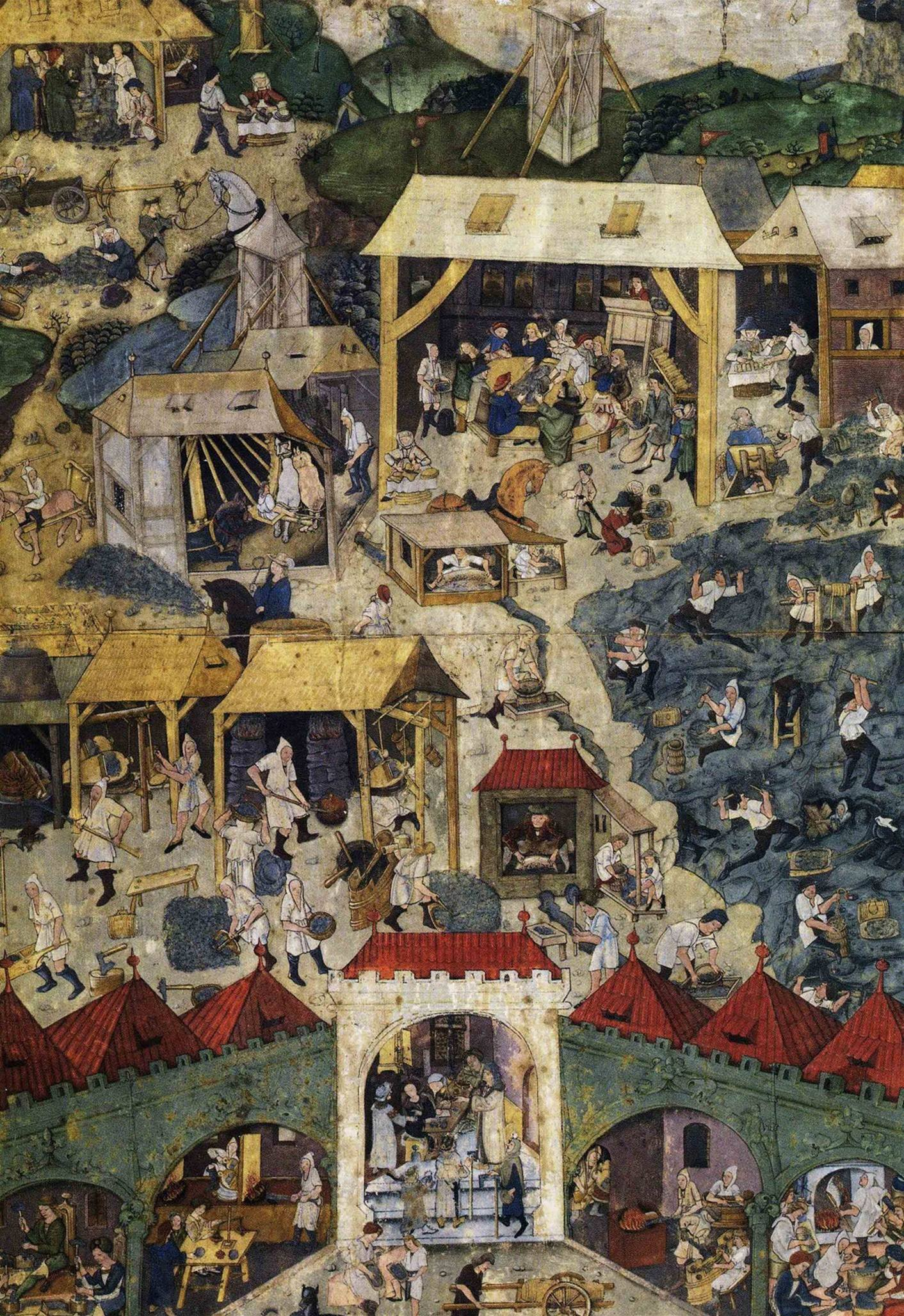
Куттенберзькі рудники 1496

## Визначні пам'ятки
Кутна-Гора уславлена численними пам'ятками готичної архітектури.
- Собор Святої Варвари 1388–1547 — найвідоміша архітектурна пам'ятка Кутна-Гори — другий за величиною та значимістю готичний храм Чехії, побудований у стилі пізньої (владиславської) готики
- Собор Святого Якуба (1330)
- Архієпископство (1594–1599)
- Єзуїтський Коледж XVII століття
- Колишній монетний двір — Влашський (Італійський) двір (XIII століття)
- Бароковий чумний стовп (1713–1715)
- Каплиця Всіх Святих на околиці міста, у містечку Седлець (бл. 1400)
- Собор Воскресіння Діви Марії в Седлеці (1280–1320)
- Музей срібла «Градек» і середньовічна срібна шахта (1485–1505)
- Церква Святої Трійці при цвинтарі (бл. 1415)
- Церква Всіх Святих (бл. 1290)
- Каплиця Тіла Господнього (бл. 1400)
- Монастир урсулинок (1733–1743)
- Церква Матері Божої (1360–1470)
- Церква св. Яна Непомуцького (1734–1750)
- Кам'яний фонтан (1493–1495)
- Кам'яний будинок (1485–1495)
- Пам'ятник Святому Вацлавові

Історичний центр міста входить до списку об'єктів Світової спадщини ЮНЕСКО у Чехії.

## Транспорт
Залізничний транспорт
У межах міста перебуває три станції: Кутна Гора головна, і на відгалуженні, Кутна Гора Седлець (Kutná Hora-Sedlec) і Кутна Гора місто (Kutná Hora Město). Остання станція знаходиться найближче до історичної частини міста.
Автотранспорт
Кілька внутрішньоміських маршрутів. Міжміське сполучення здійснюється з автобусної станції.

## Міста побратими
Для допомоги військовослужбовцям, які беруть участь в російсько-українській війні на Сході України, долучилось і місто Кутна Гора як місто-побратим. У листопаді 2014 року до Кам'янця-Подільського надійшла гуманітарна допомога, військовослужбовцям передали теплий одяг, термобілизну, берці, каремати, намети.
- Баменда, Камерун
- Егер, Угорщина
- Fidenza, Італія
- Кам'янець-Подільський, Україна
- Кремниця, Словаччина
- Реймс, Франція
- Рінгстед, Данія
- Стемфорд, Велика Британія
- Тарновські Гури, Польща

## Відомі уродженці
- Мікулаш Дачицький — поет
- Петр Брандль — художник
- Їржі Ортен — поет
- Габріела Прейссова
- Ондржей Птачек — дзвоновий майстер
- Йозеф Каетан Тил (1808–1856) — засновник чеської національної драми
- Ян Еразим Воцел — археолог
- Ярослав Війта — артист
- Франтішек Славік — чеський мінералог
- Степан Бачкора (1813—1887) — чеський педагог і письменник.

## Галерея

Архітектурні пам'ятки
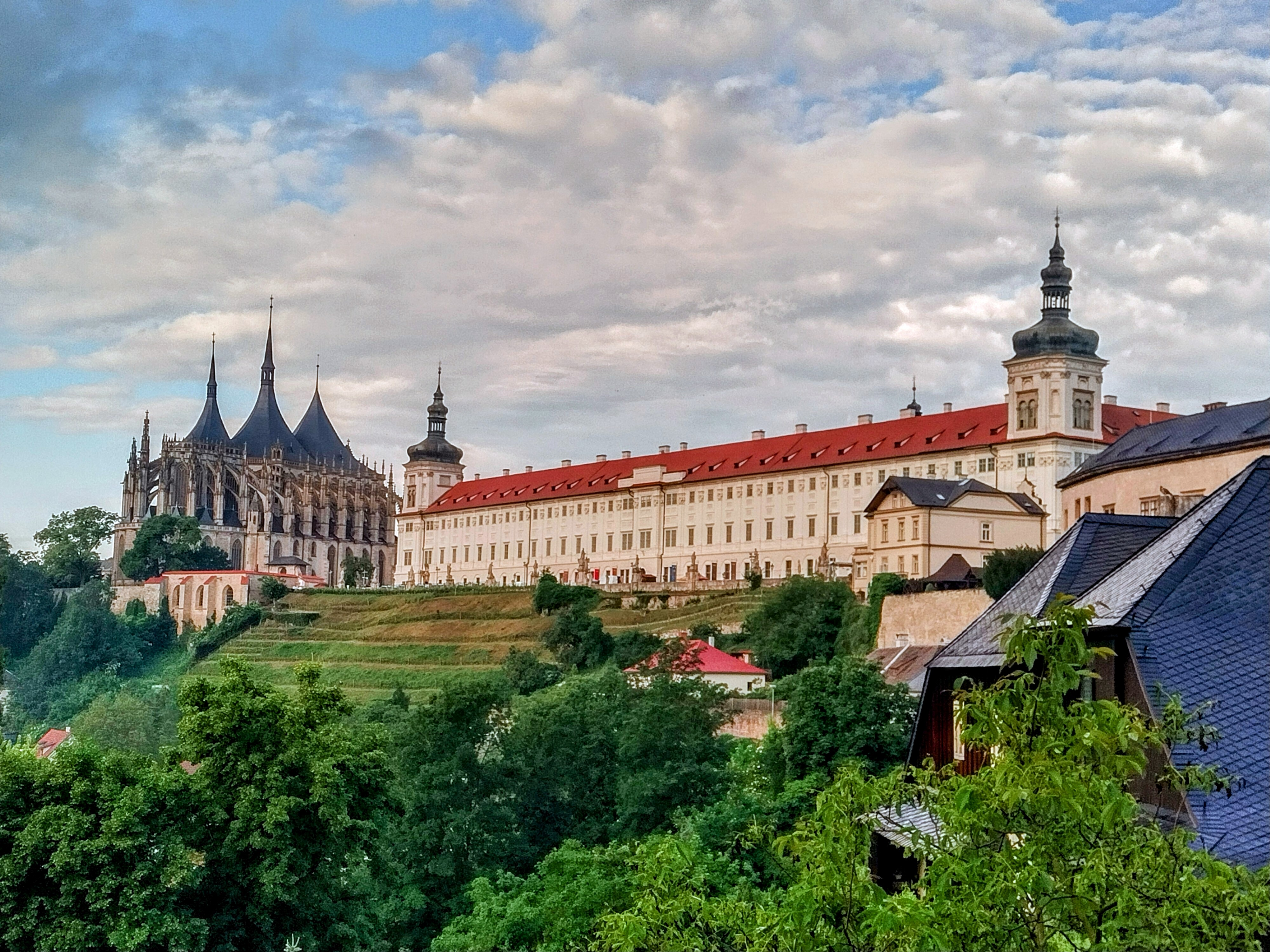
Вигляд на Єзуїтський колегіум і Костел Св. Варвари
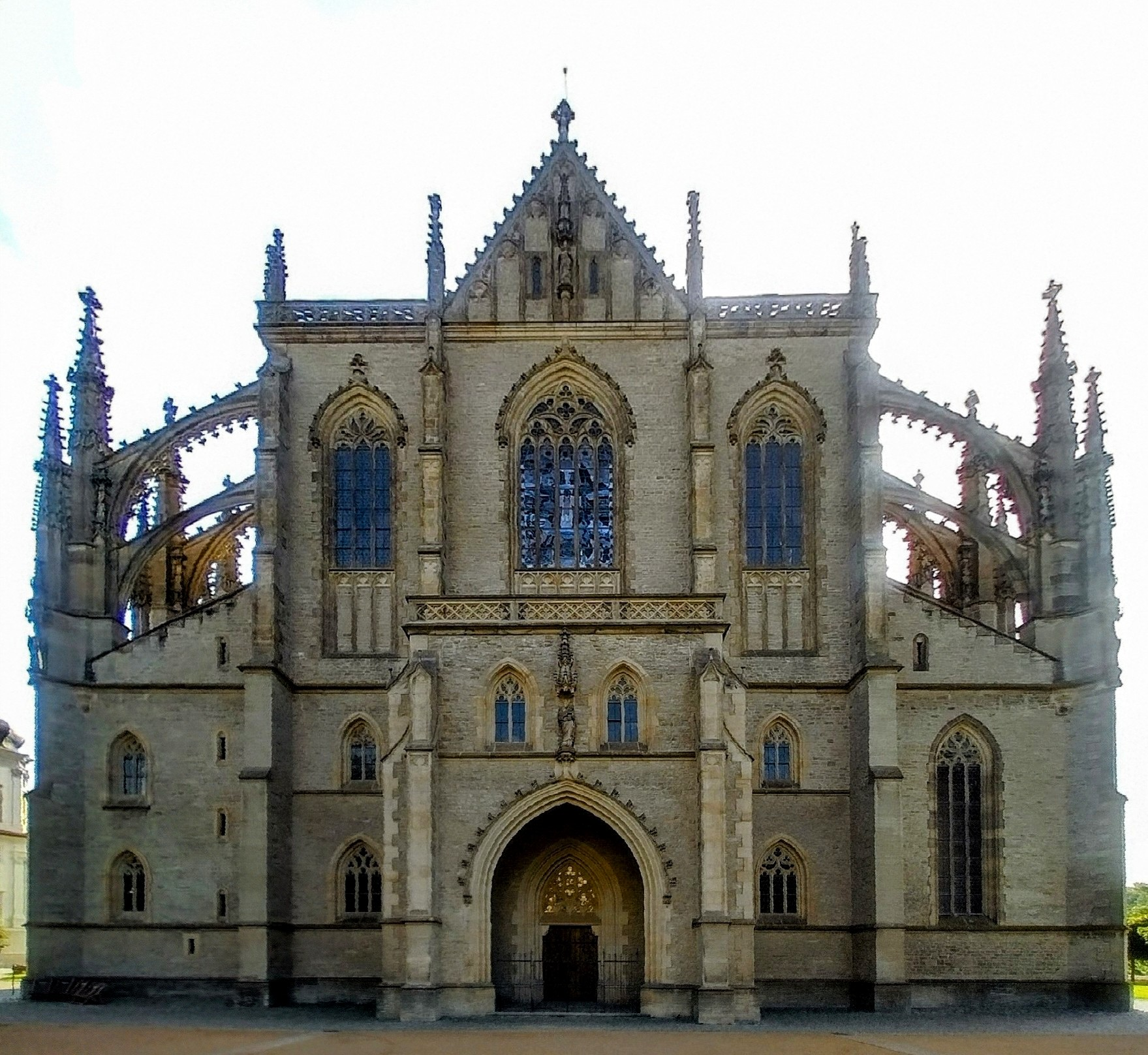
Костел Св. Варвари
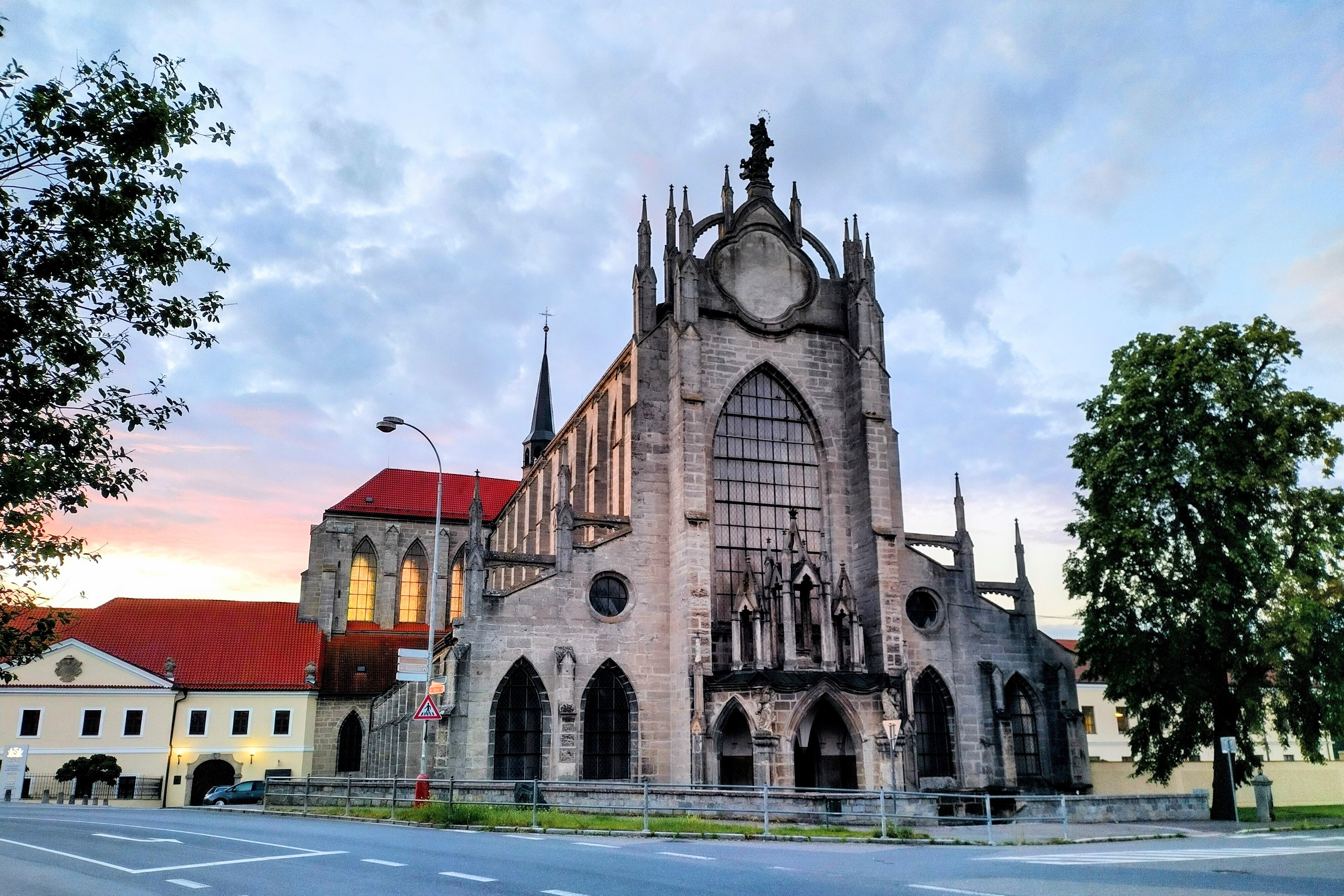
Костел Успіння Діви Марії та Св. Івана Хрестителя
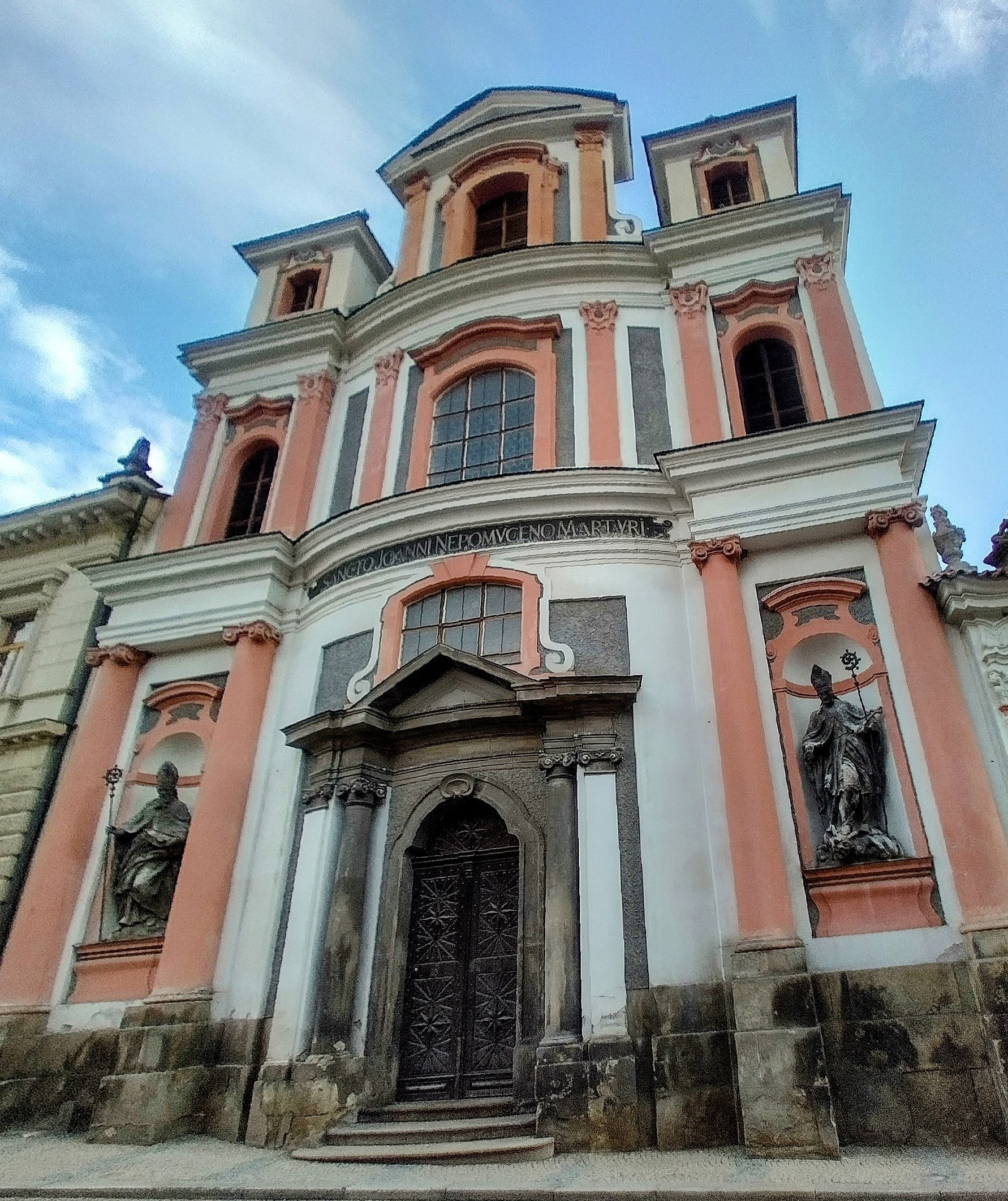
Костел Св. Яна Непомуцького
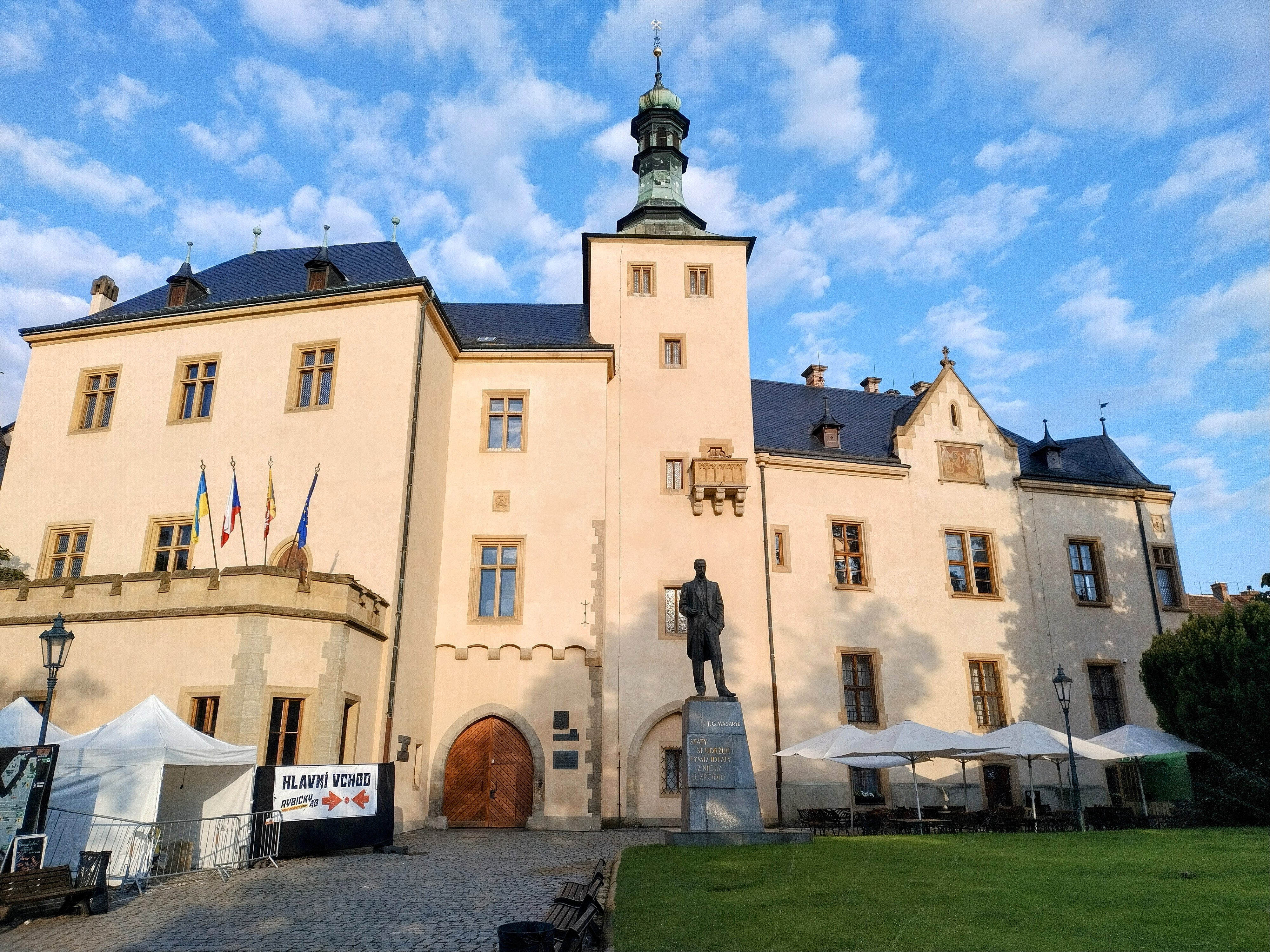
Палац Італійський двір
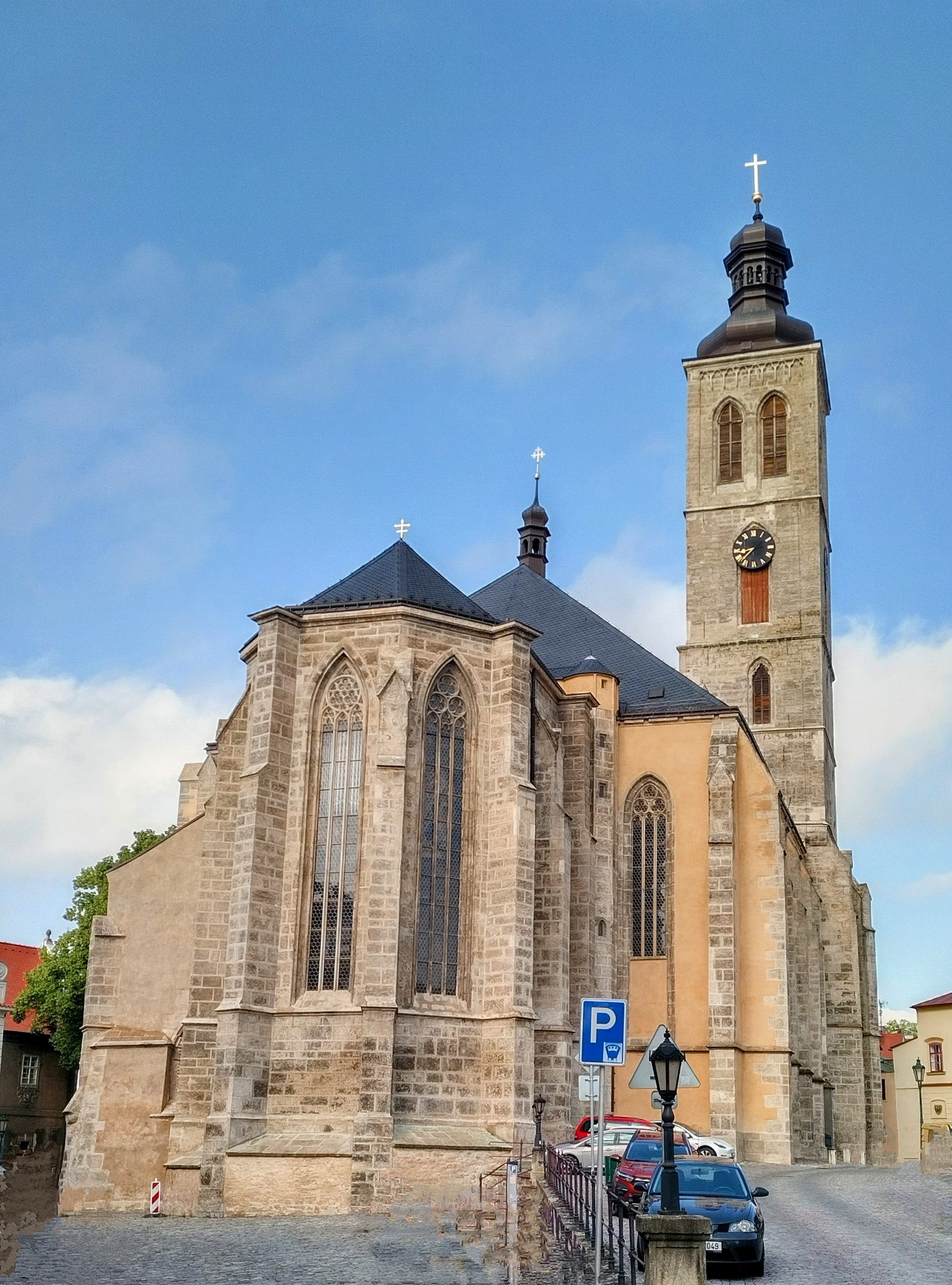
Костел Св. Якуба Старшого
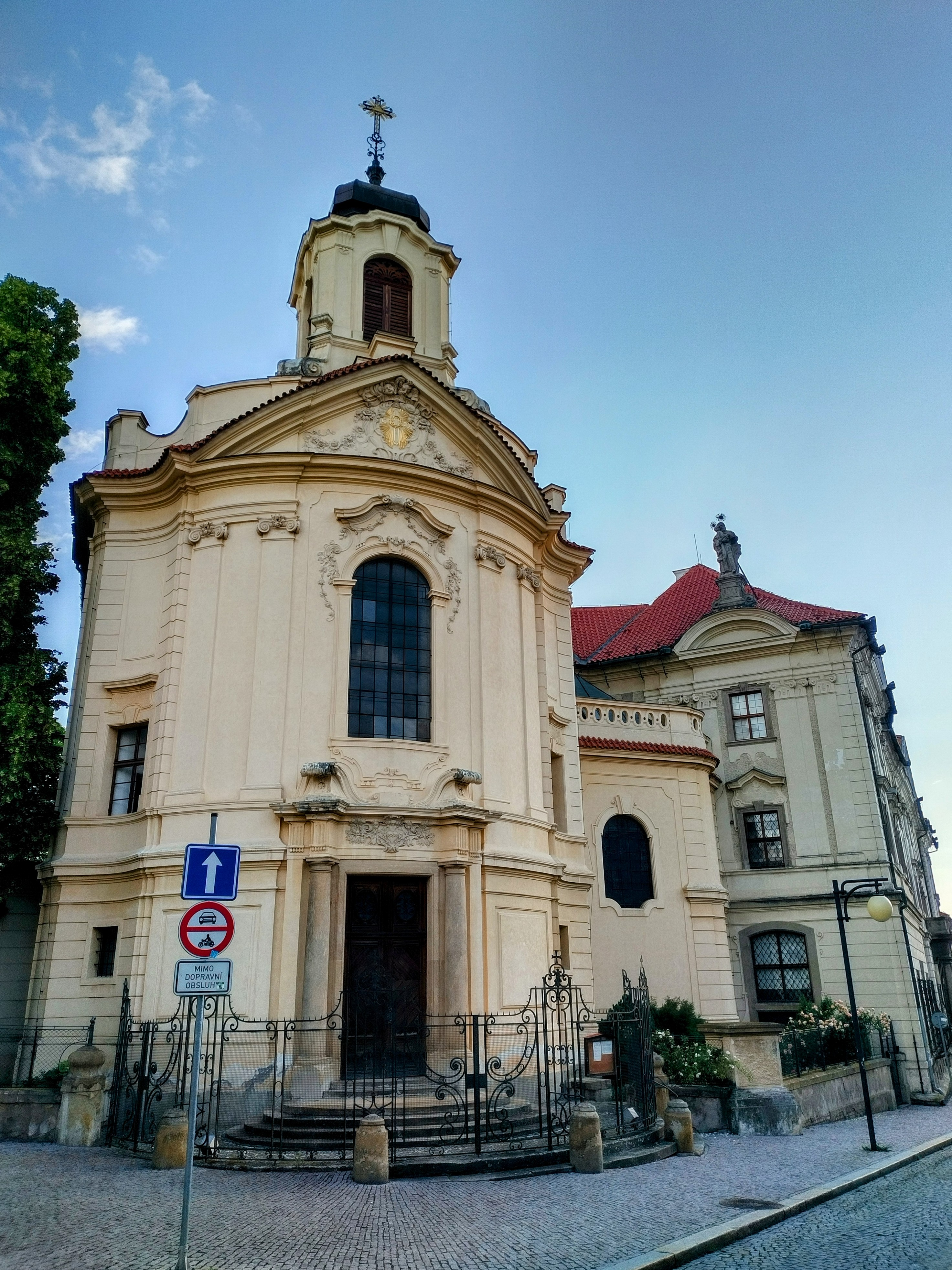
Монастир Ордену Св. Урсули
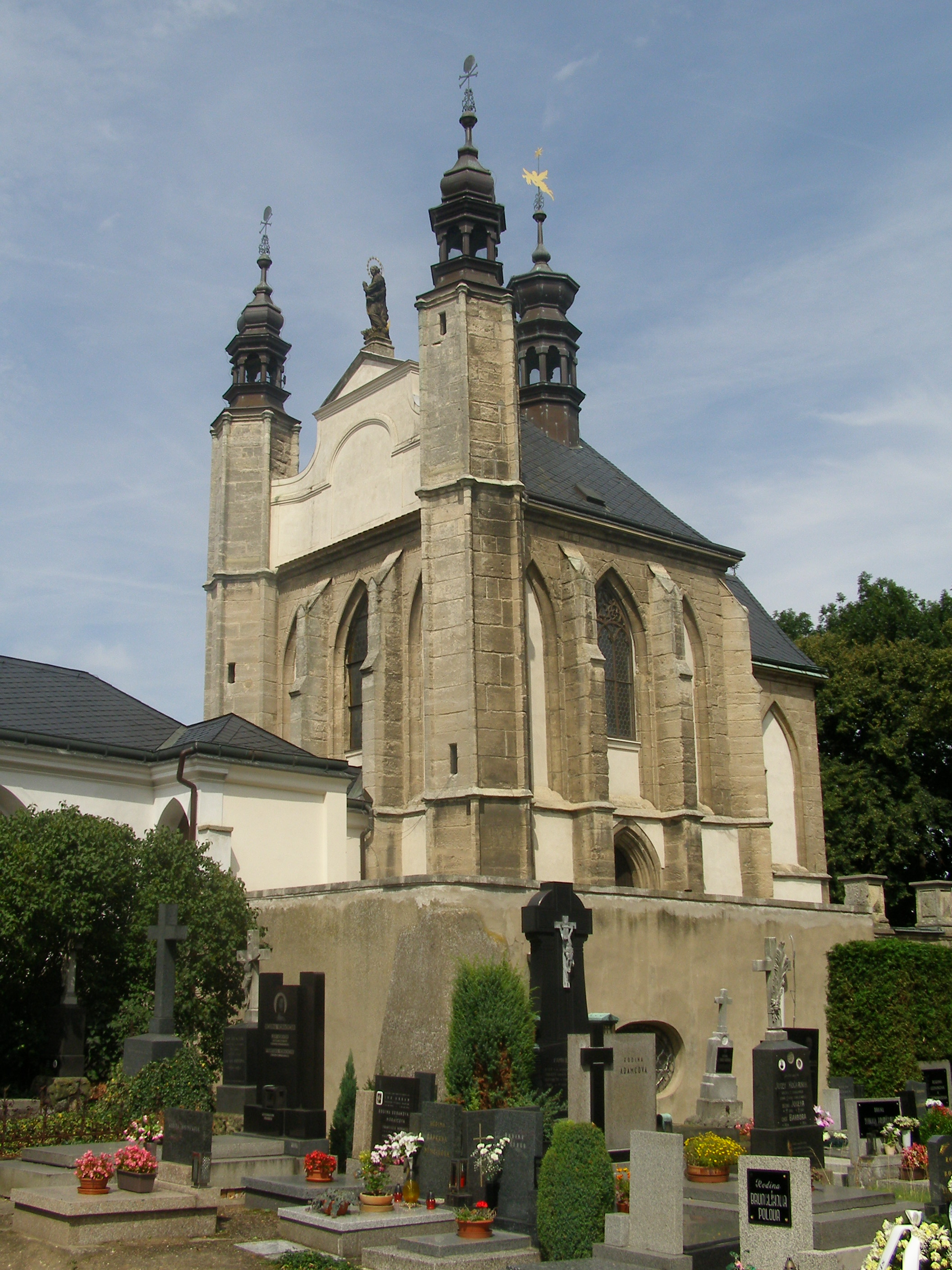
Церква Всіх Святих в Седлицях
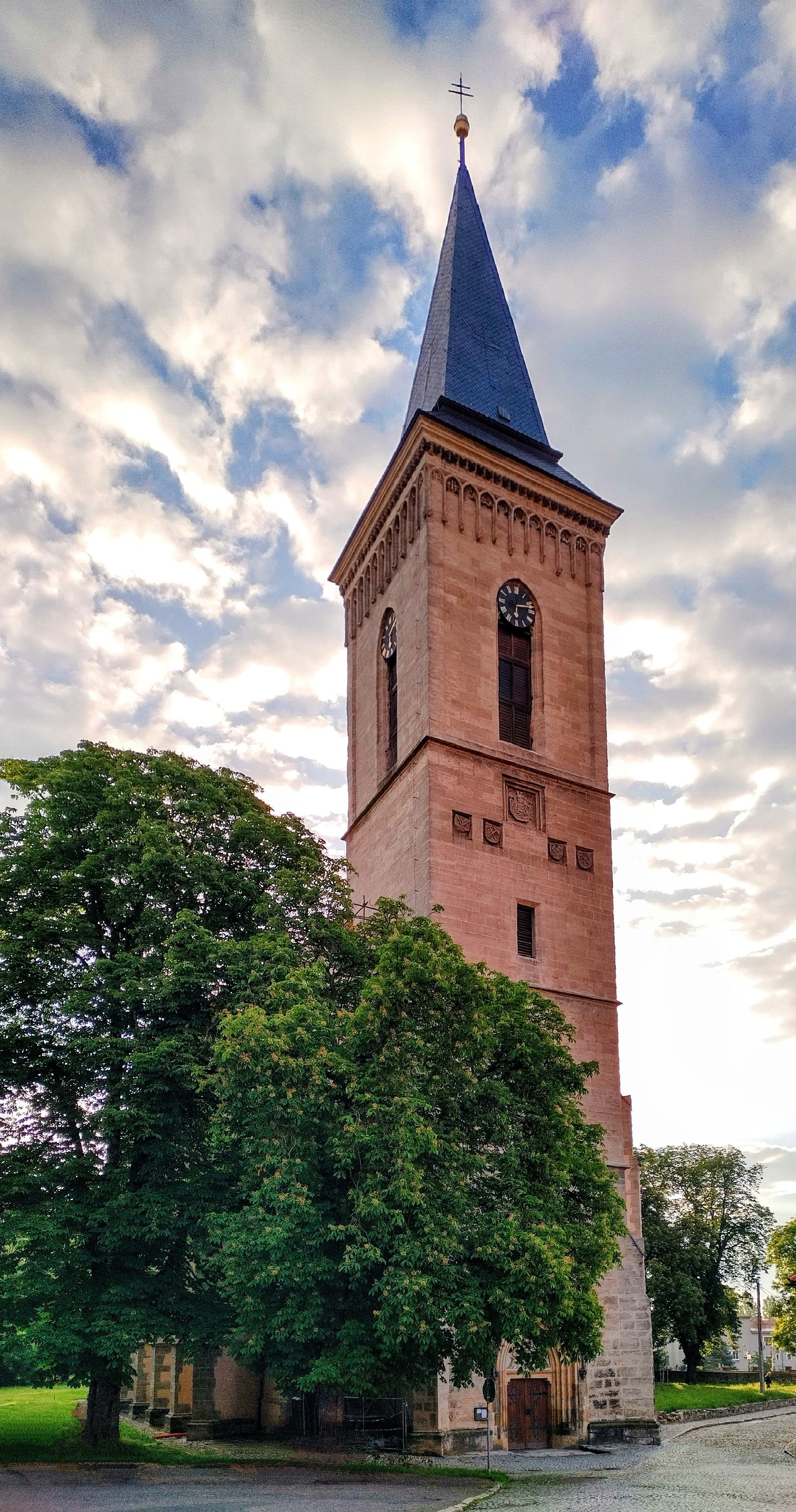
Костел Різдва Богородиці
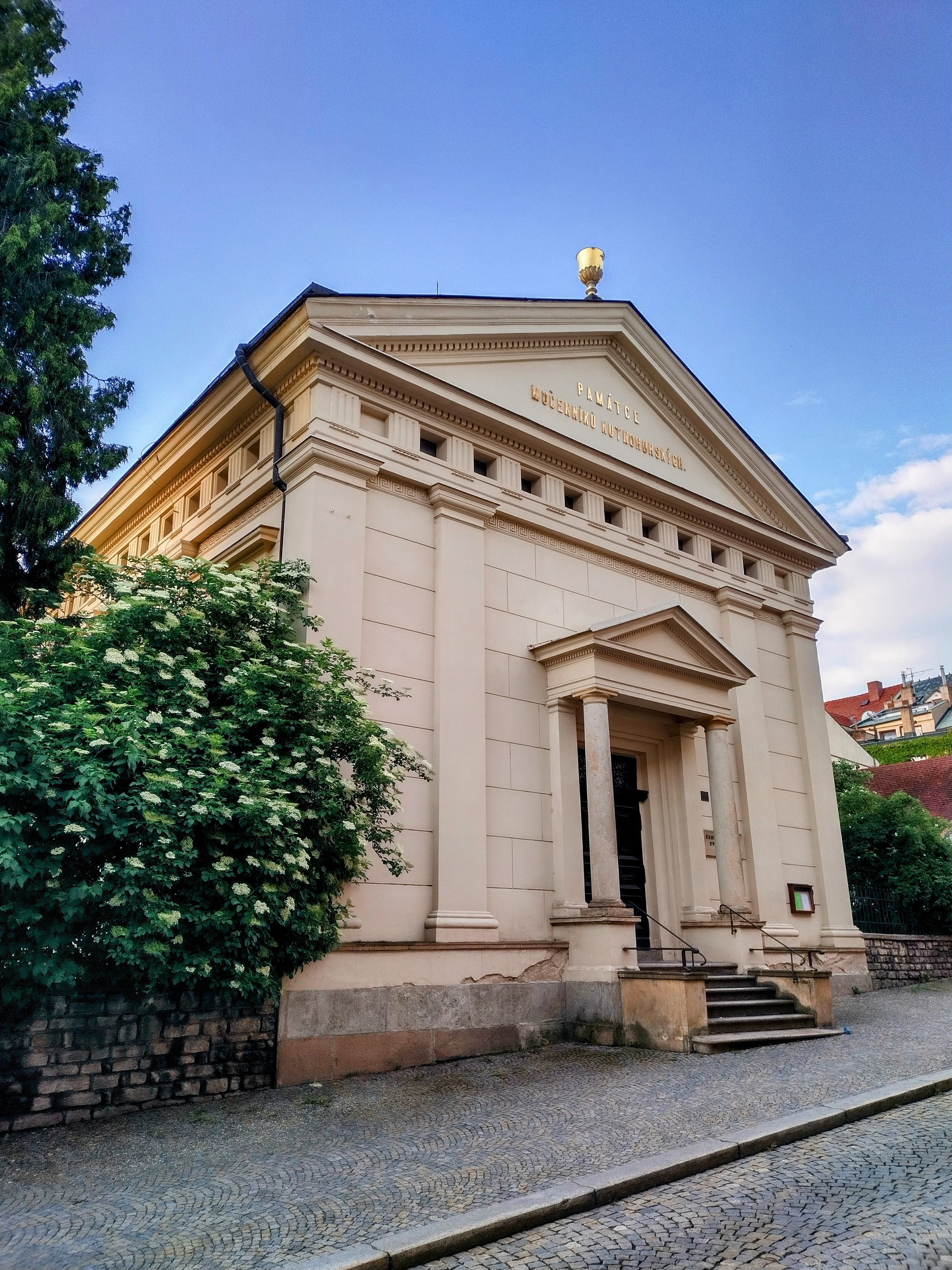
Євангельський собор
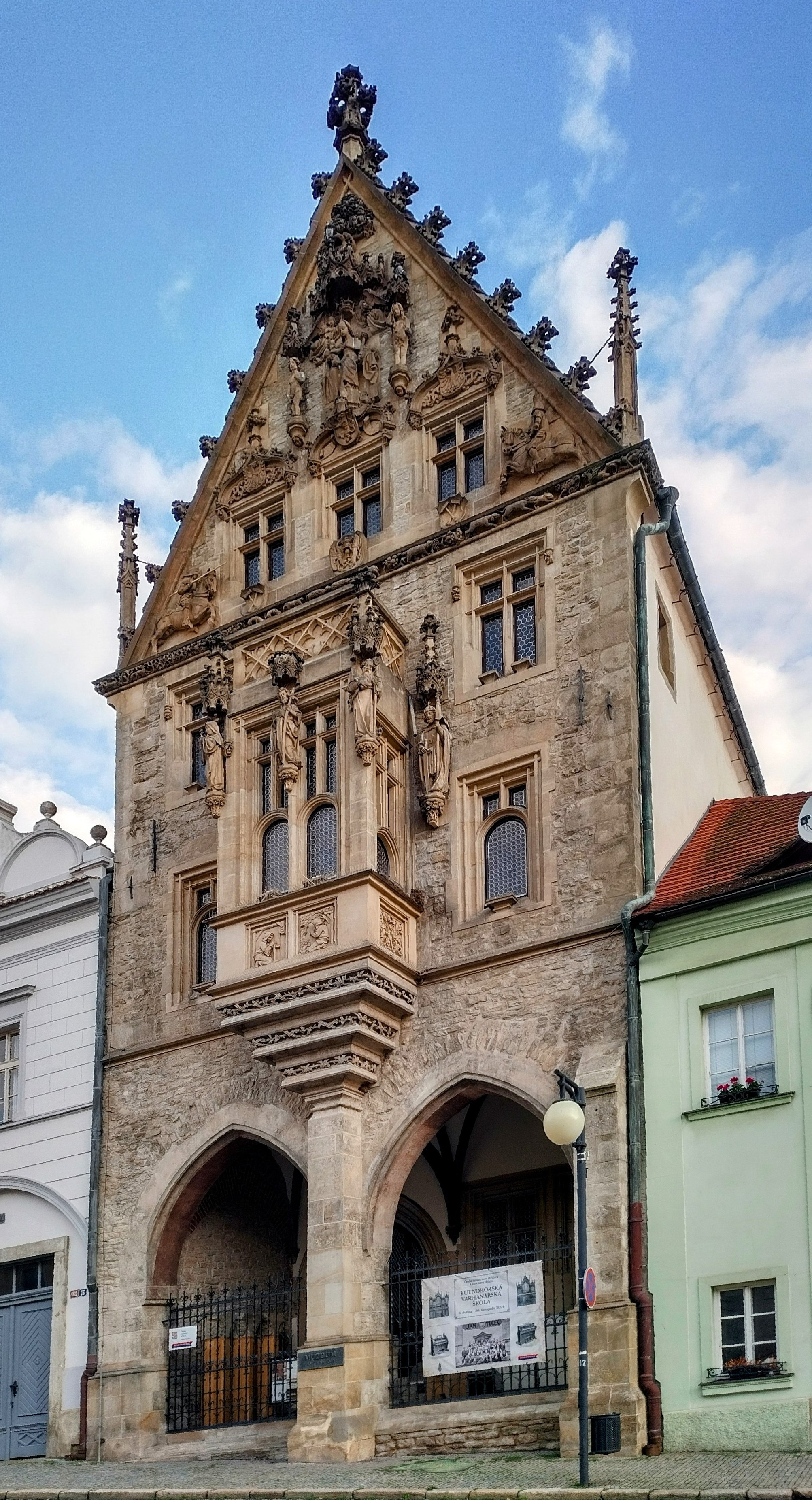
Кам'яний будинок
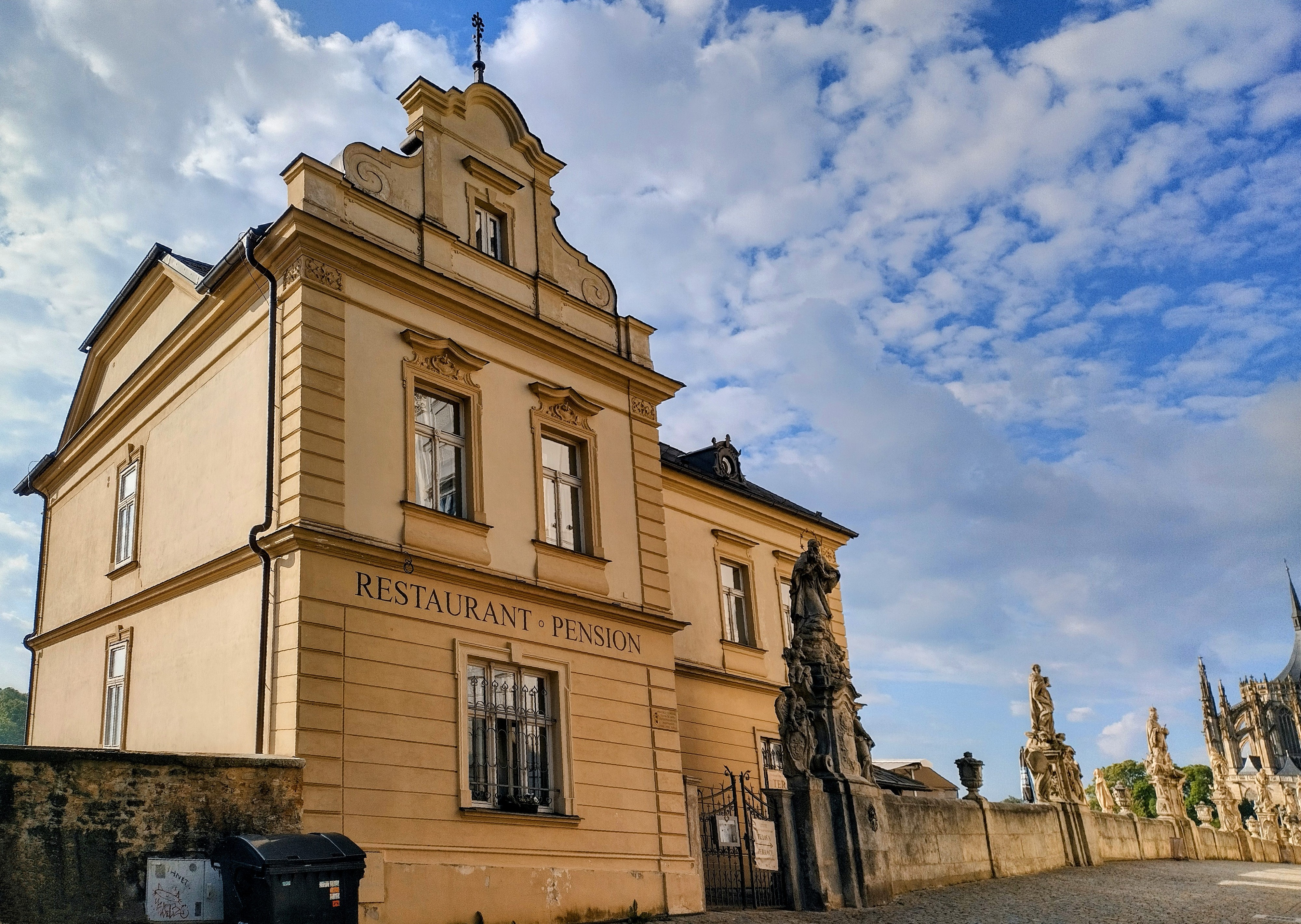
Готель "У органіста"
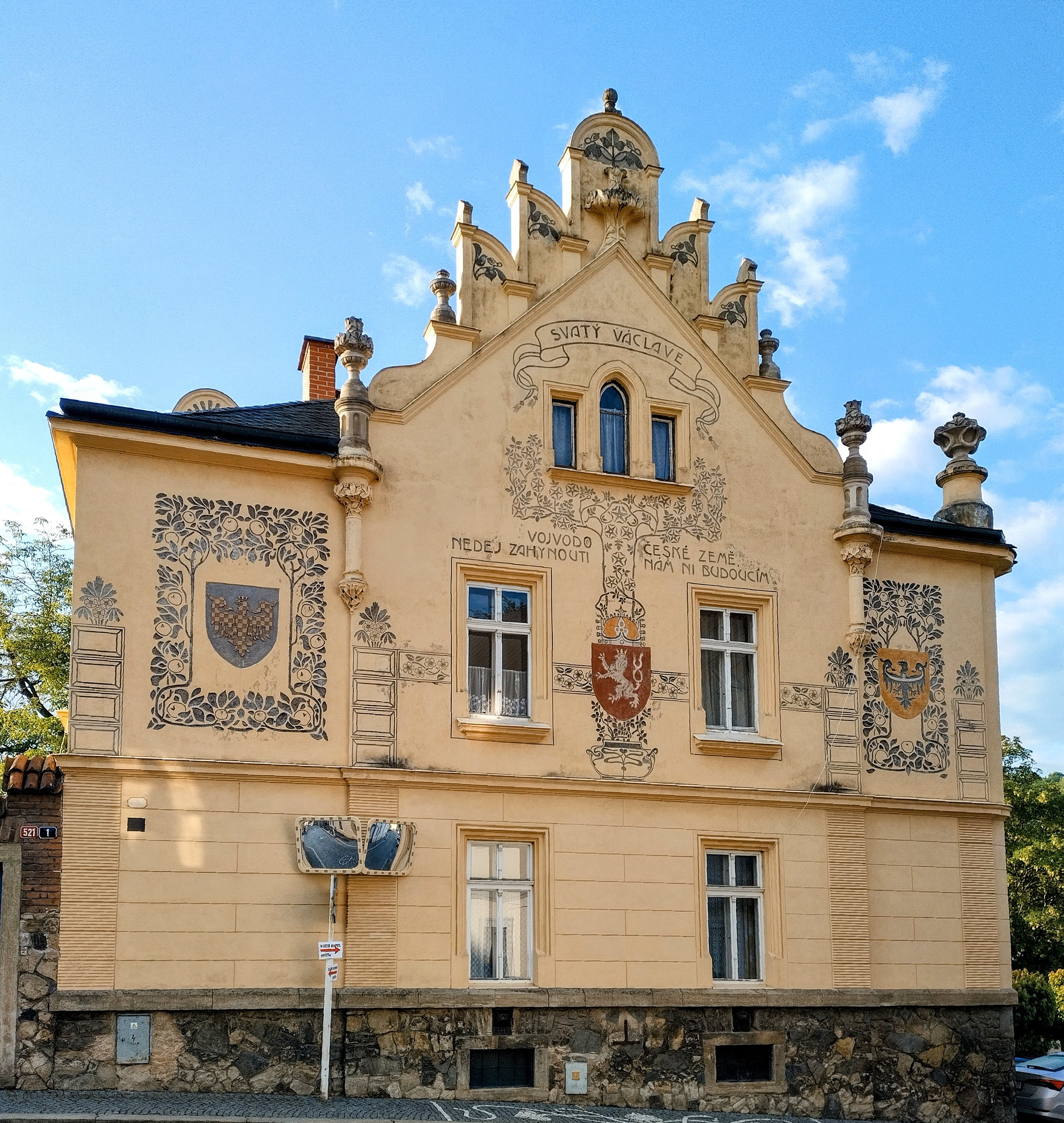
Будинок на Янівській площі
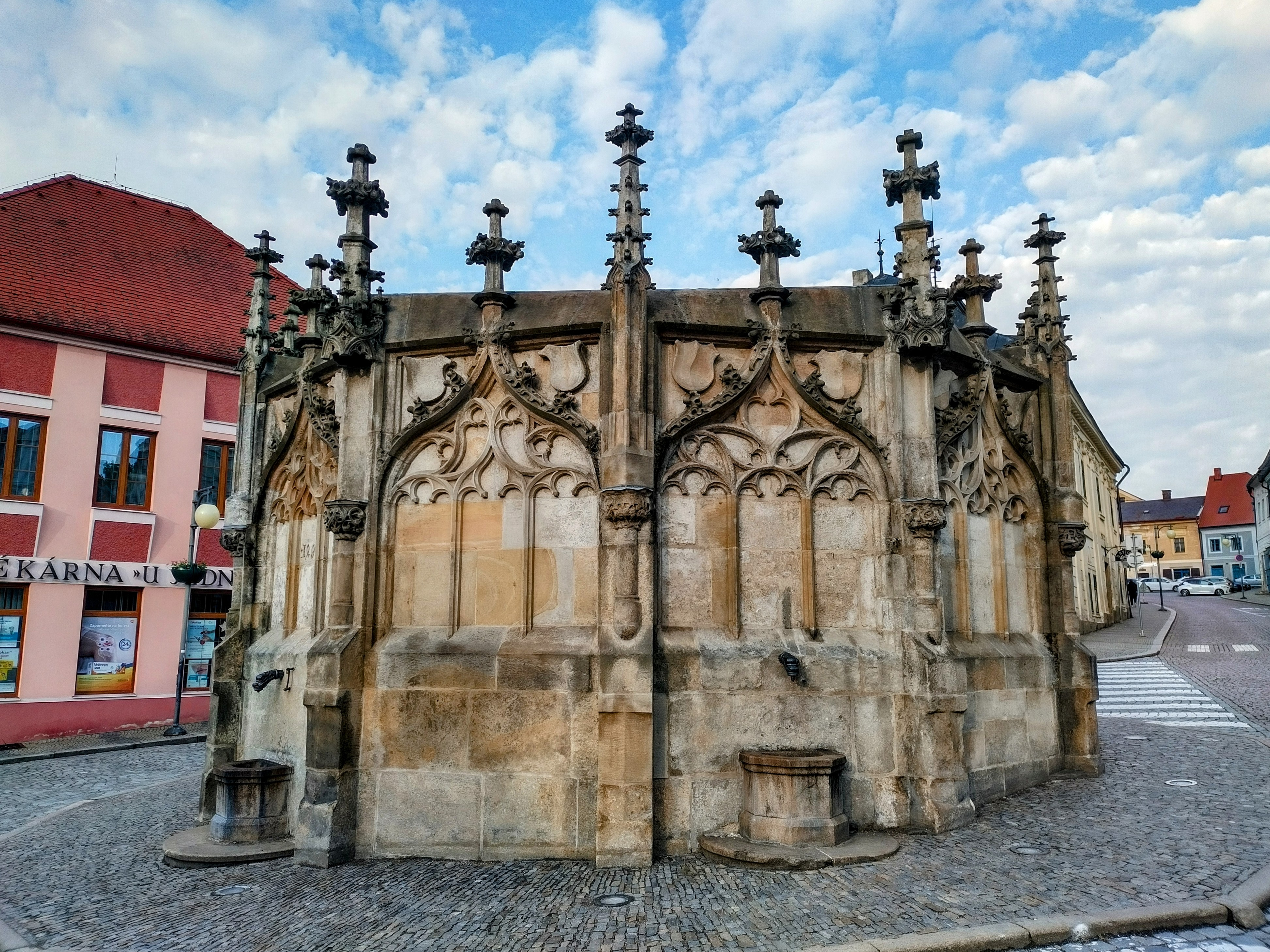
Кам'яний фонтан
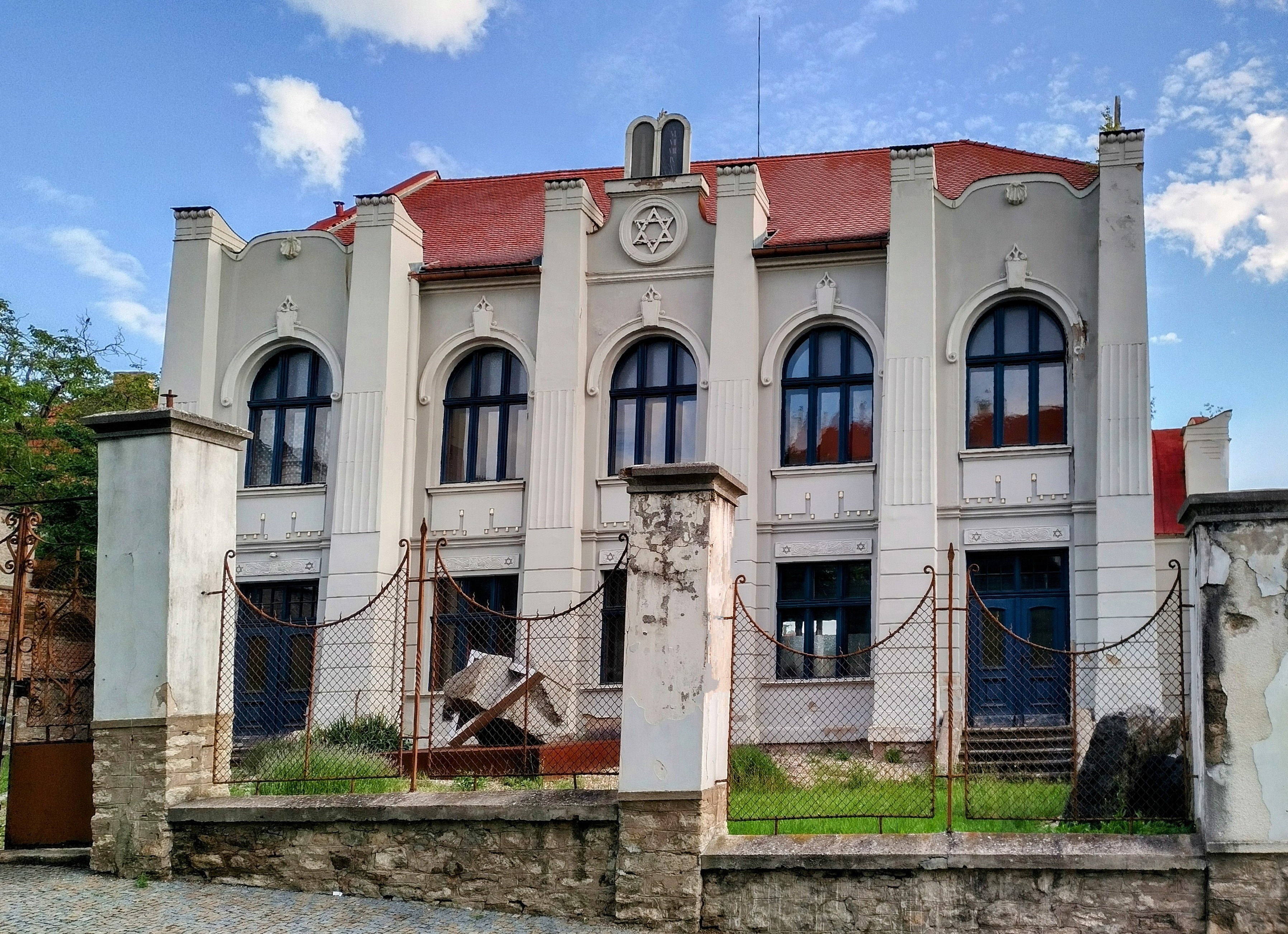
Синагога

Музеї та театри
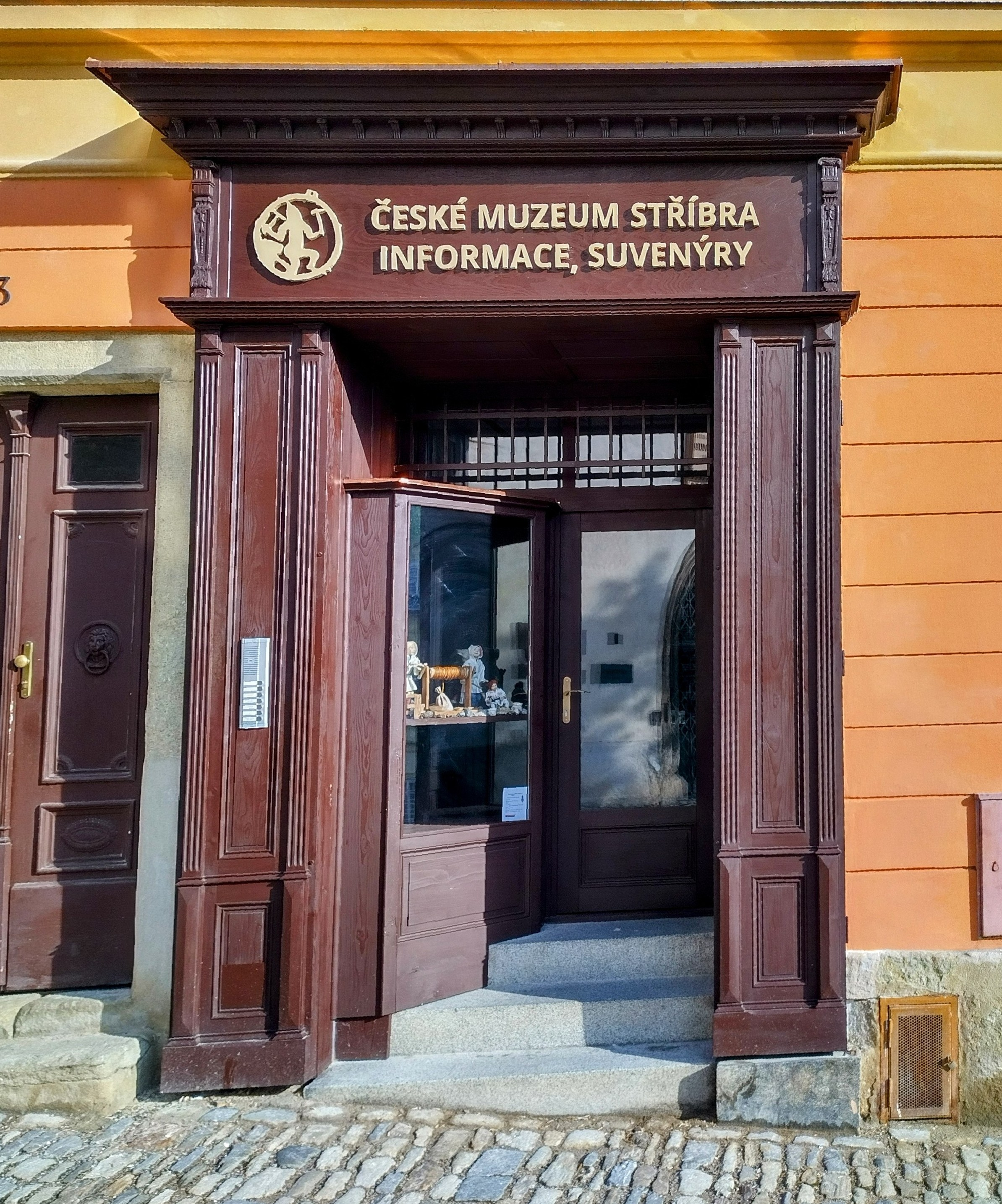
Музей срібла
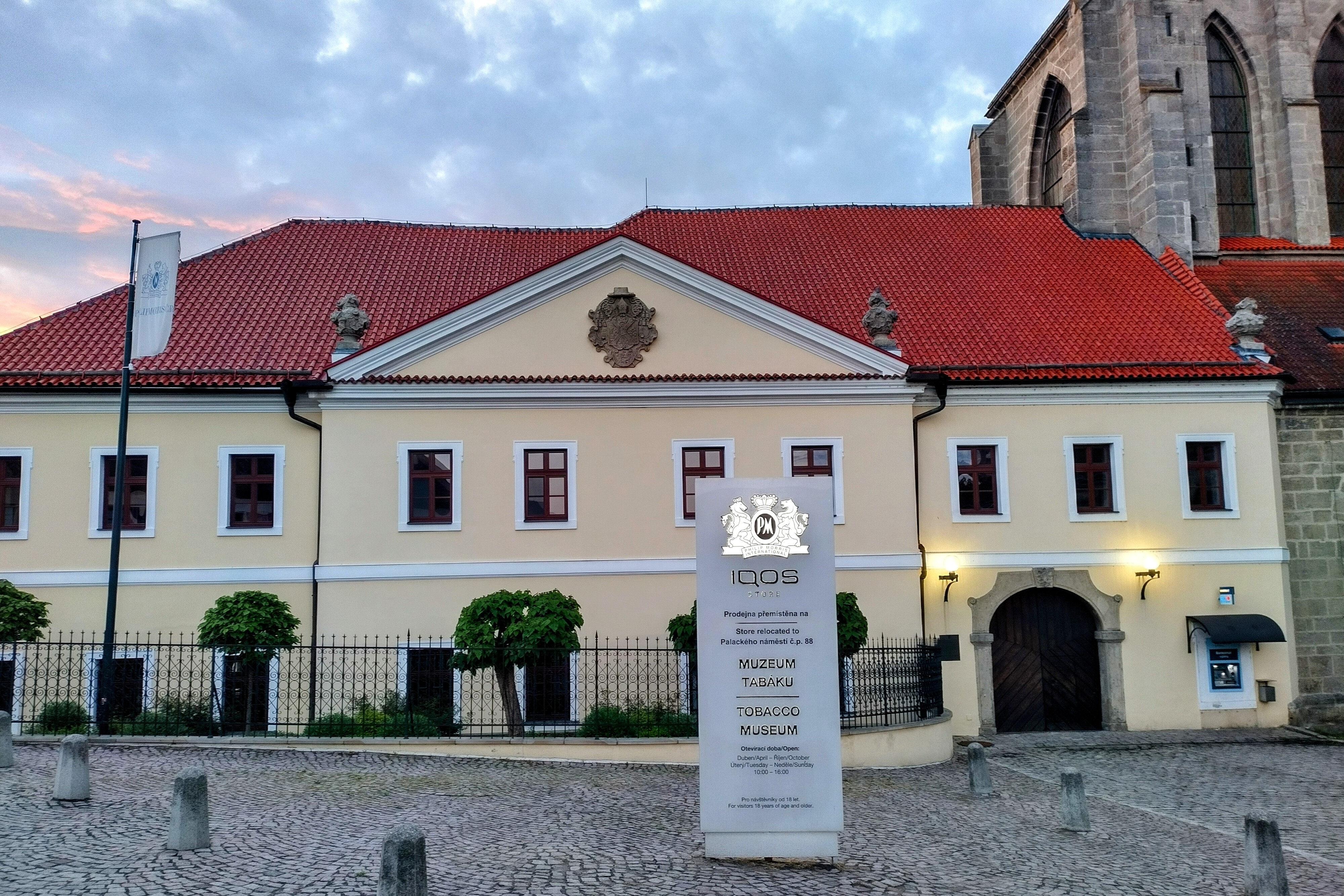
Музей тютюну
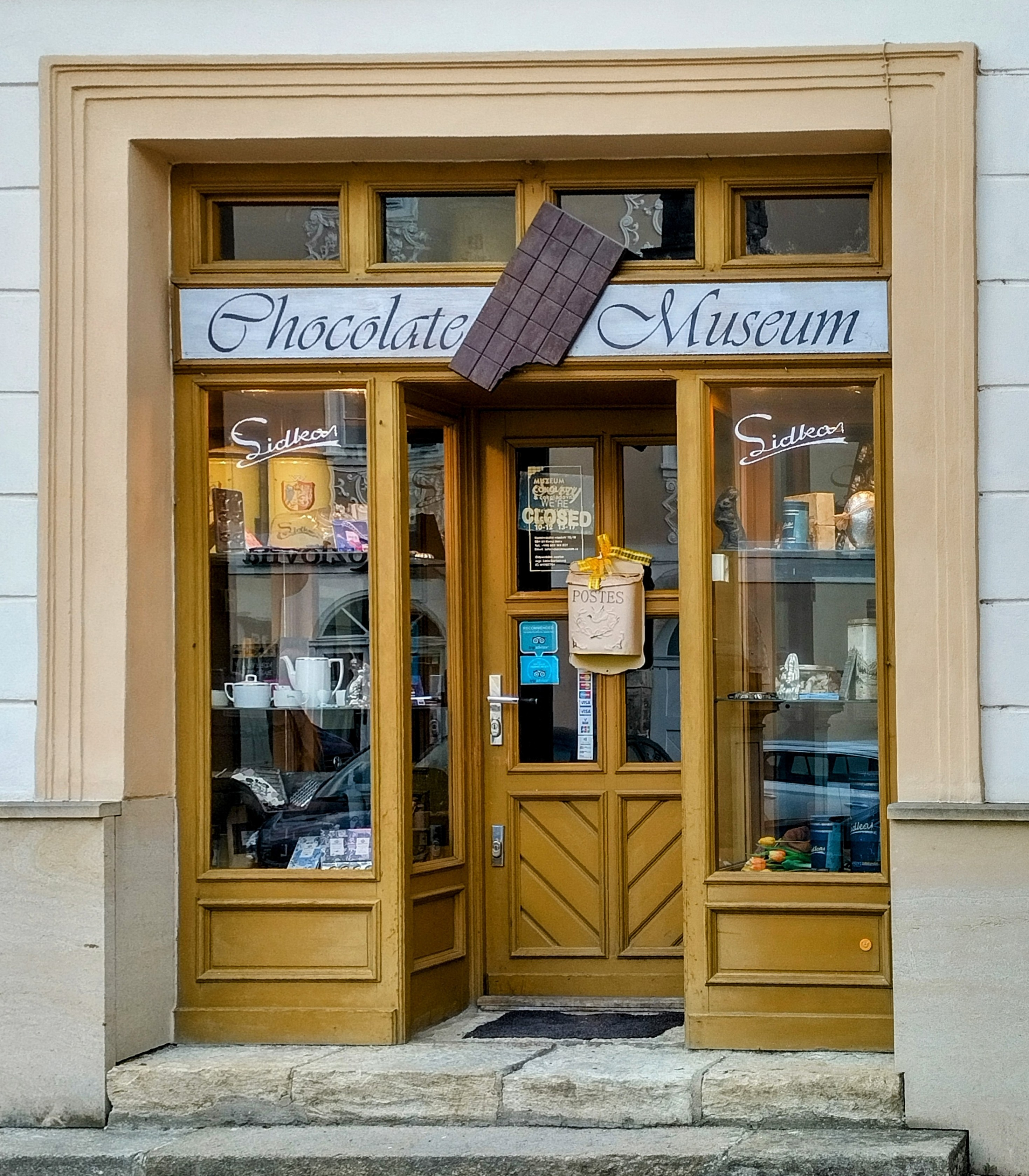
Музей шоколаду
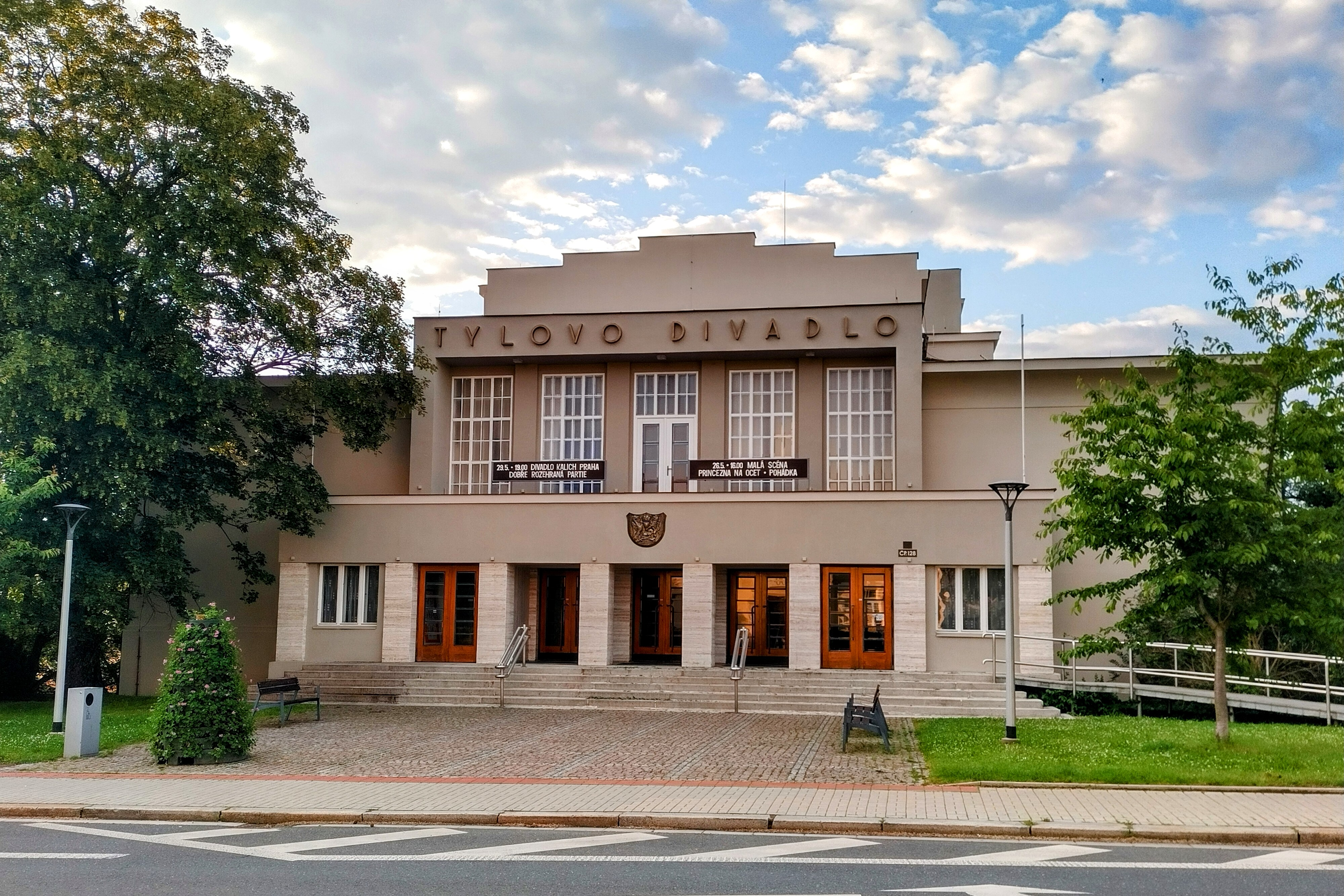
Театр Тиля

Пам'ятники
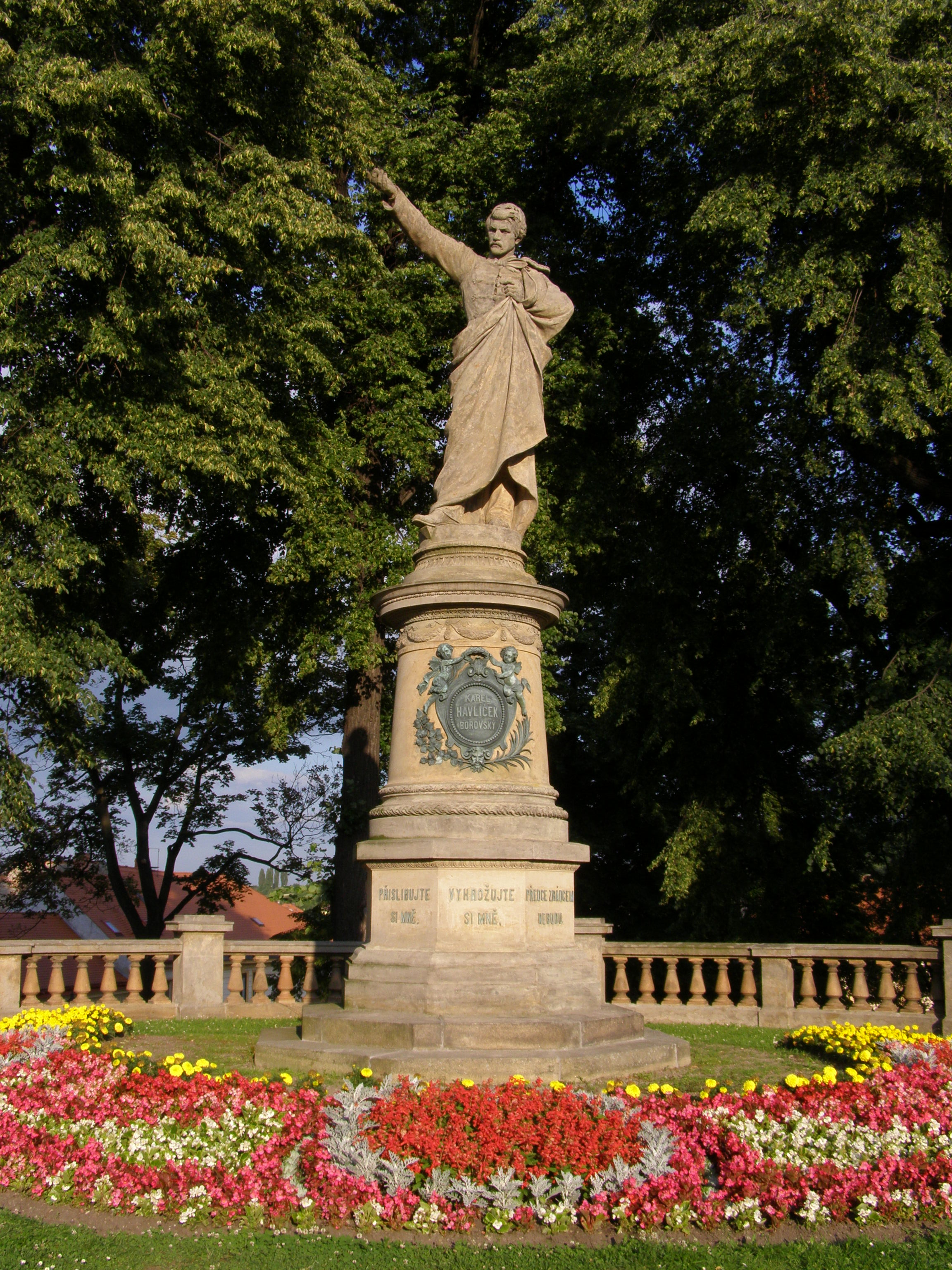
Карел Гавлічек-Боровський
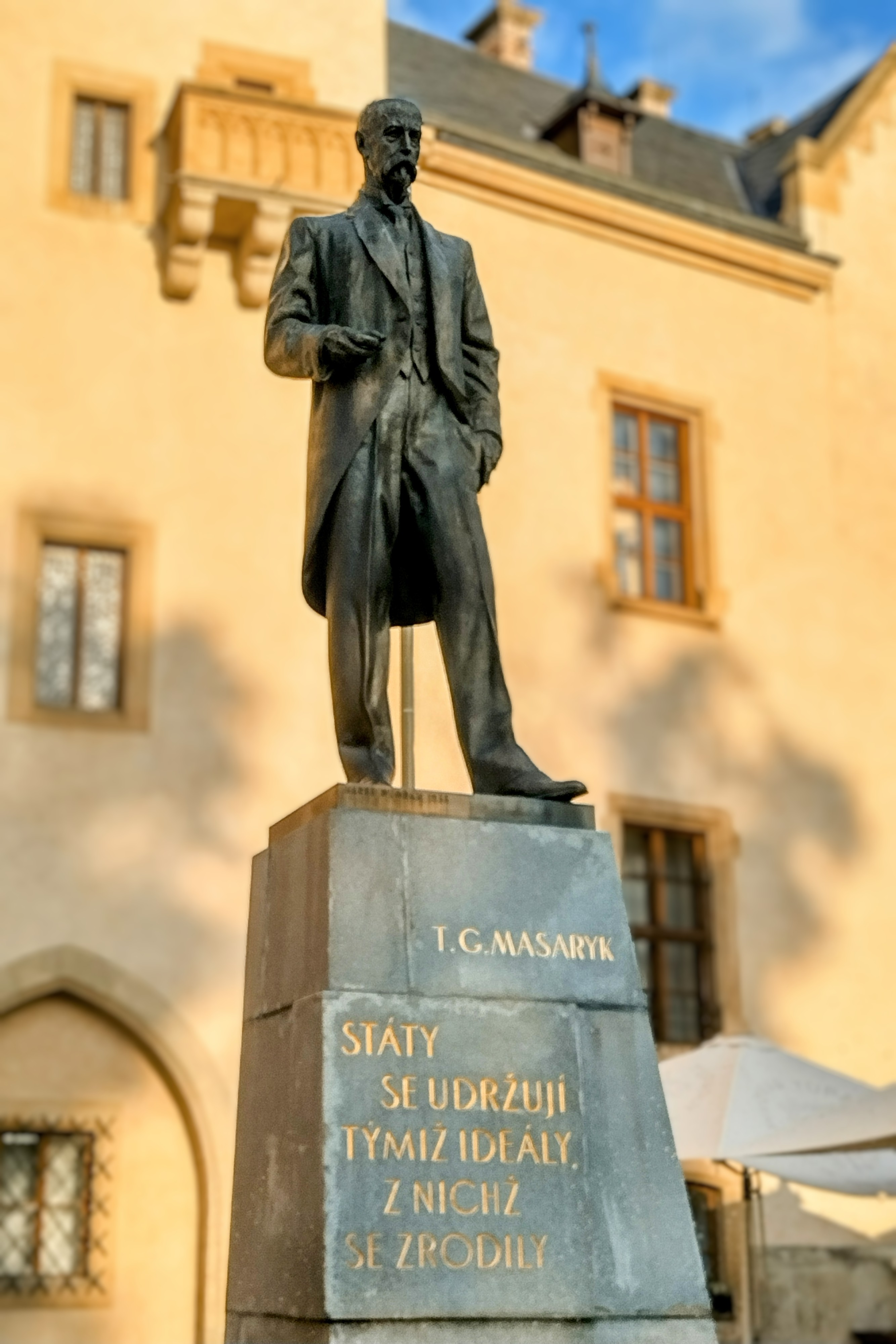
Томаш Г. Масарик
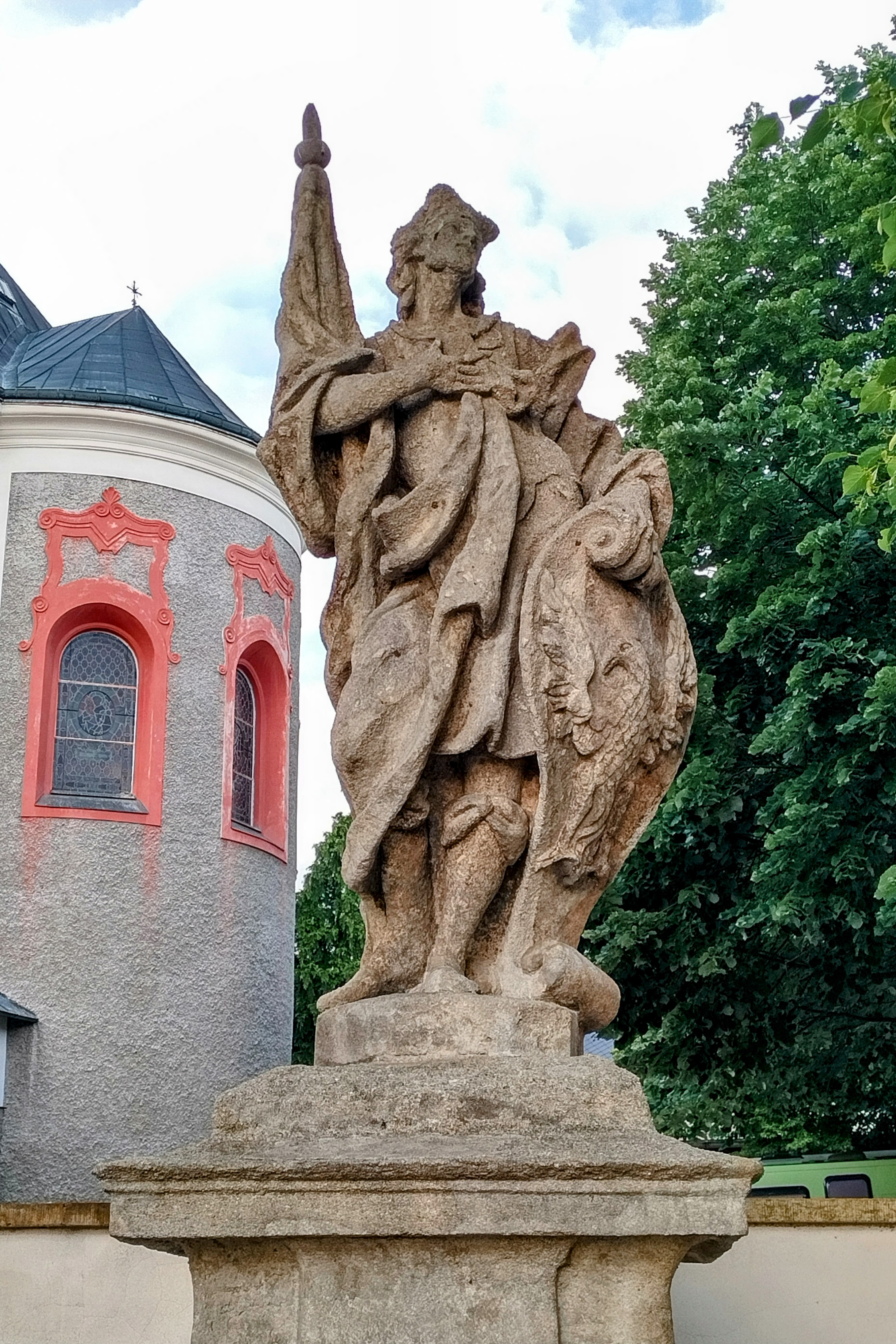
Святий Вацлав
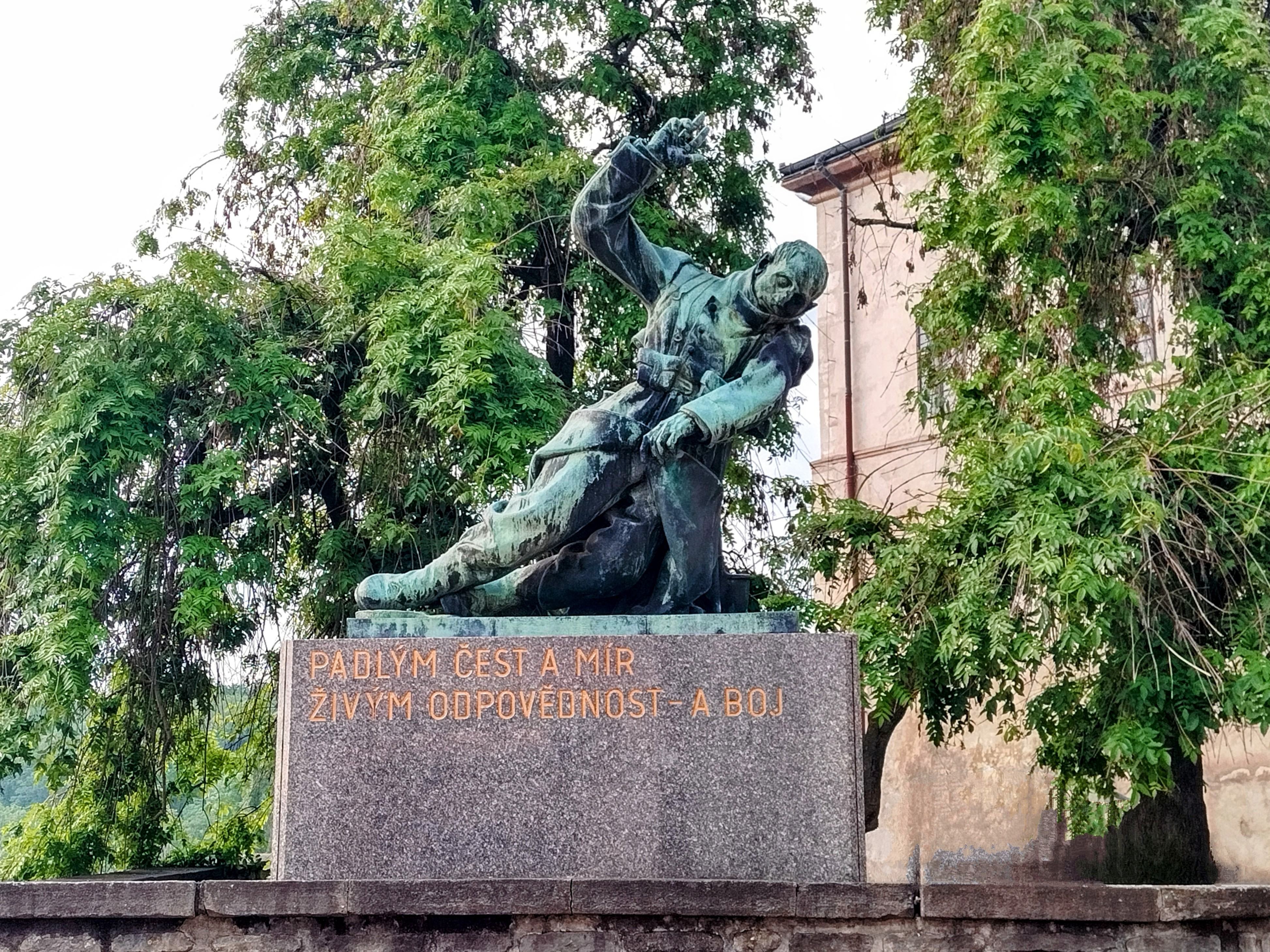
Жертвам Першої світової війни
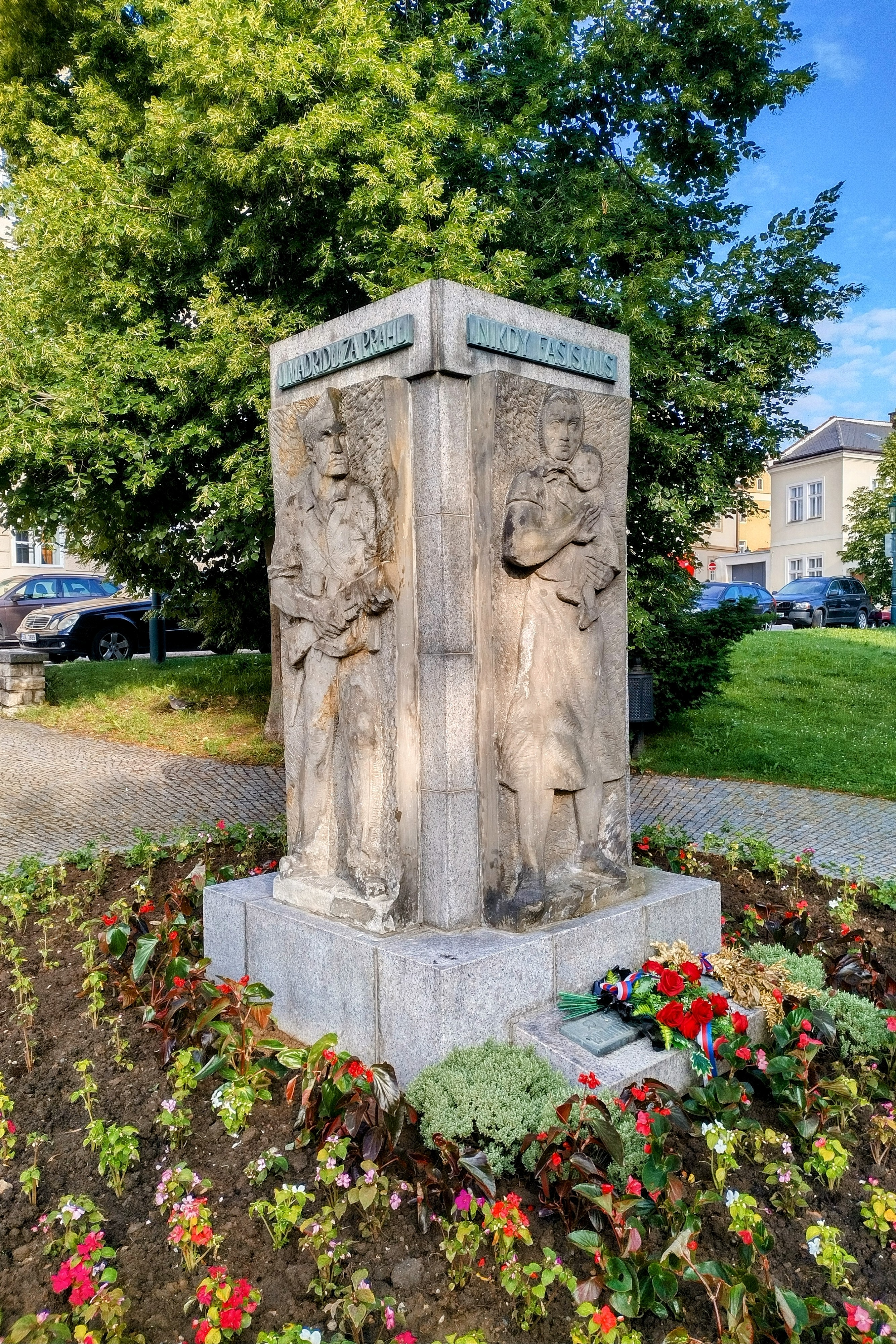
Національному опору
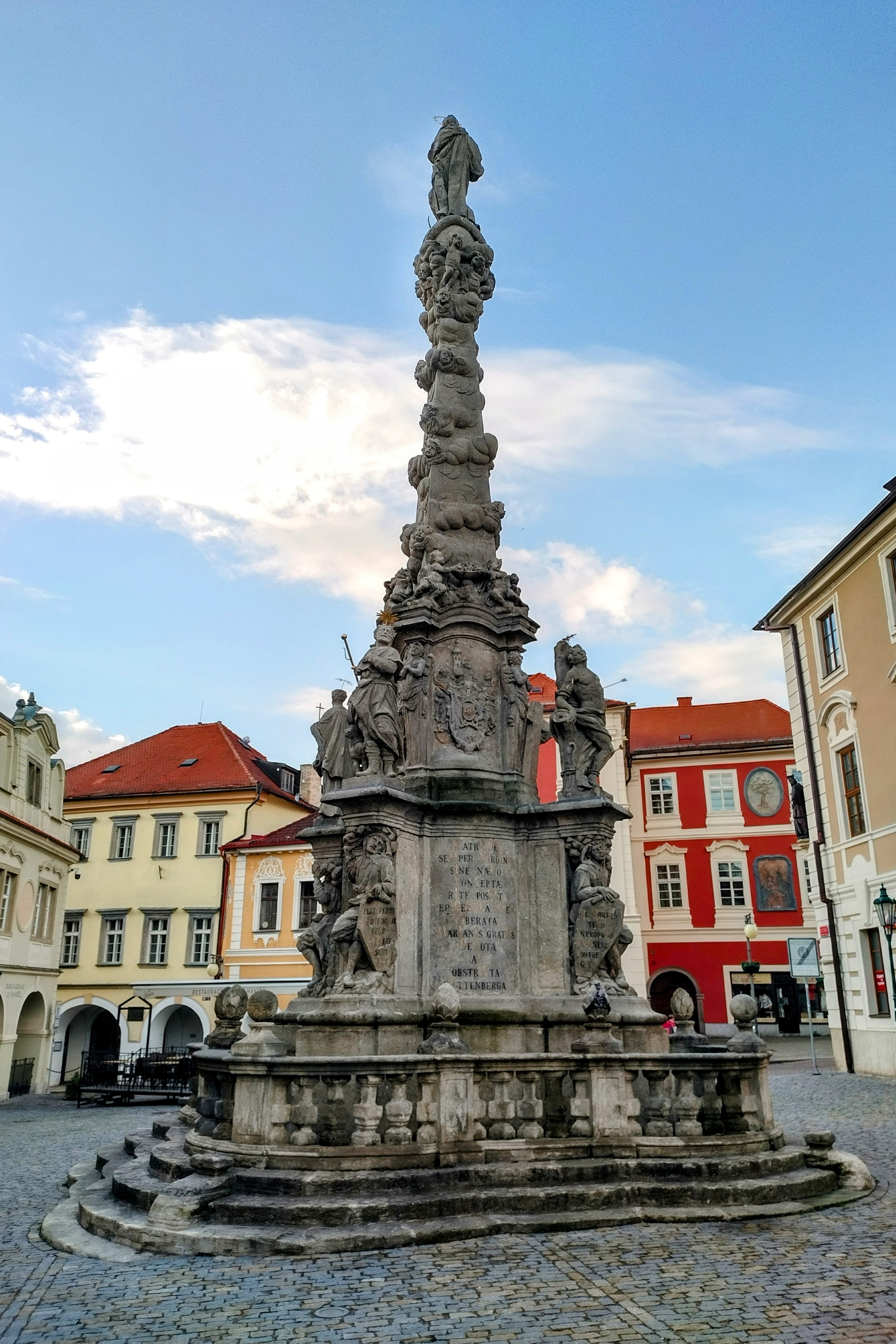
Чумний стовп Богоматері Непорочного Зачаття
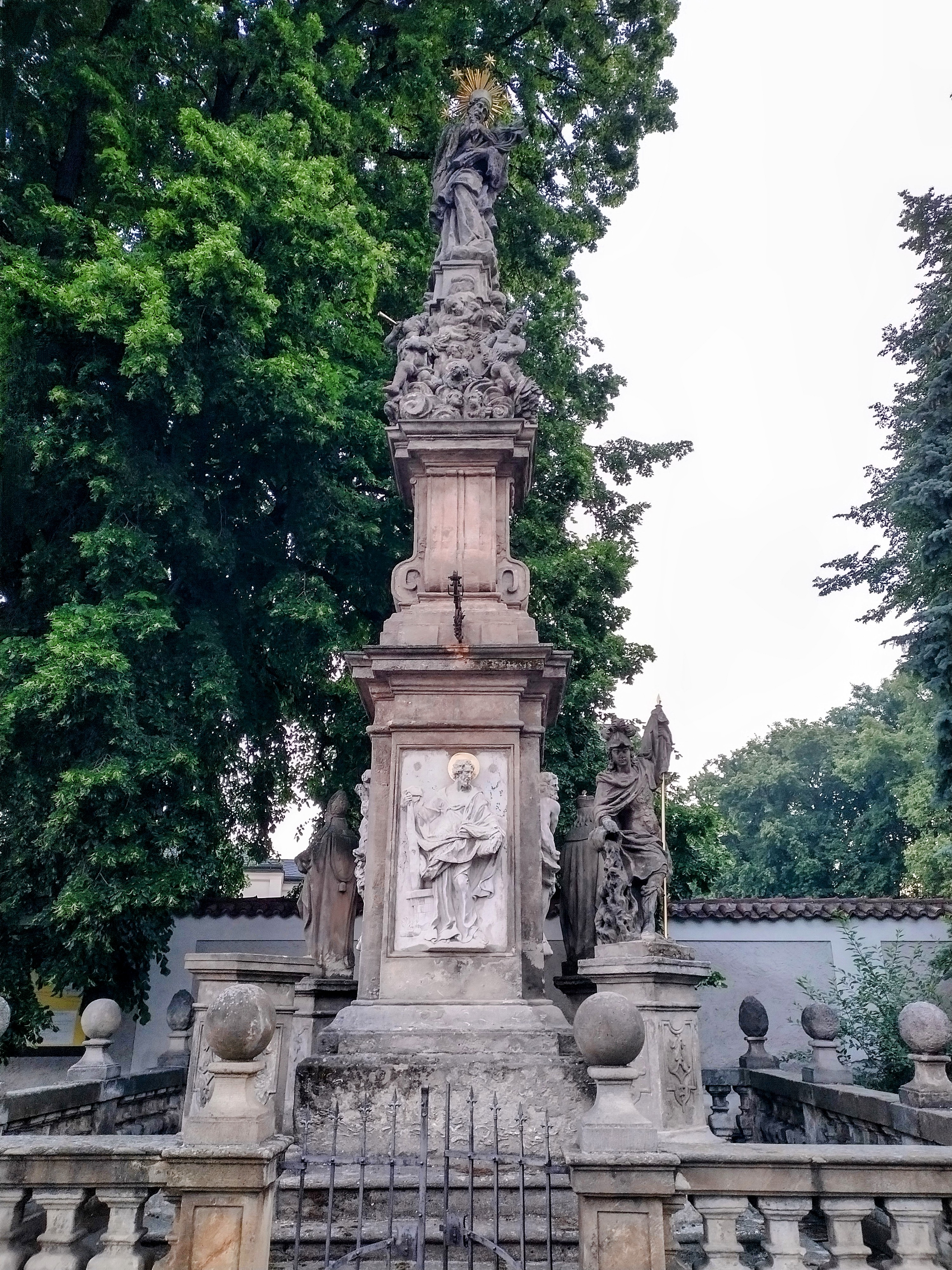
Чумний стовп в Седлицях

### Монографії. Статті
- Kaufmann, Christoph. Kurztrip nach Kutná Hora (Kuttenberg). Reiseführer in Böhmens Schatzkammer. Berlin: Duck-Media, 2017.
- Mühlfeld, Johann Georg Megerle von. Merkwürdigkeiten der königlichen freien Bergstadt Kuttenberg und des daselbst befindlichen uralten Silberbergwerkes. Wien: Sollinger, 1825.
- Illustrirte Chronik von Böhmen. Prag, 1852, Band 1, S. 39–43, 111–114.
- Podrazil, Jiří; Dudák, Vladislav. Kuttenberg. Prag: Baset, 2002.
- Kořan, J. Dějiny dolování v rudním okrsku kutnohorském. Praha: Vědecko-technické nakl., 1950.
- Kořínek, J. Staré paměti kutnohorské. Praha: Nakladatelství Lidové noviny, 2000.
- Matys, Rudolf. Kutnohorské pověsti. Praha, 1973.
- Pospíšil, Aleš. Zmizelá Kutná Hora. Praha: Paseka, 2009.

### Довідники
- Kutná Hora // Encyklopedie hradišť v Čechách. Praha: Libri, 2003, s. 157.
- Okres Kutná Hora // Historický lexikon obcí České republiky 1869–2005 (2. díl). Praha: Český statistický úřad, 2006.